# Olympische Sommerspiele 1992
| Medaillenspiegel               | Medaillenspiegel   | Medaillenspiegel | Medaillenspiegel | Medaillenspiegel | Medaillenspiegel |
| Platz                          | Land               | G                | S                | B                | Ges.             |
| ------------------------------ | ------------------ | ---------------- | ---------------- | ---------------- | ---------------- |
| 1                              | Vereintes Team     | 45               | 38               | 29               | 112              |
| 2                              | Vereinigte Staaten | 37               | 34               | 37               | 108              |
| 3                              | Deutschland        | 33               | 21               | 28               | 82               |
| 4                              | China              | 16               | 22               | 16               | 54               |
| 5                              | Kuba               | 14               | 6                | 11               | 33               |
| 6                              | Spanien            | 13               | 7                | 2                | 22               |
| 7                              | Südkorea           | 12               | 5                | 12               | 29               |
| 8                              | Ungarn             | 11               | 12               | 7                | 30               |
| 9                              | Frankreich         | 8                | 6                | 15               | 29               |
| 10                             | Australien         | 7                | 9                | 11               | 27               |
| …                              | …                  | …                | …                | …                | …                |
| 37                             | Schweiz            | 1                | –                | –                | 1                |
| 41                             | Österreich         | –                | 2                | –                | 2                |
| Vollständiger Medaillenspiegel |                    |                  |                  |                  |                  |

Die Olympischen Sommerspiele 1992 (offiziell Spiele der XXV. Olympiade) wurden vom 25. Juli bis zum 9. August 1992 in Barcelona ausgetragen. Zum ersten Mal seit 20 Jahren waren Sportler aller Nationen vertreten, die ein Nationales Olympisches Komitee hatten (allerdings im Falle Jugoslawien nicht als Repräsentanten ihrer Nation). Südafrika war seit dem Ausschluss aufgrund der Apartheid erstmals seit 1960 wieder dabei. Nach der Deutschen Wiedervereinigung startete nun wieder eine gesamtdeutsche Mannschaft. Da 1991 die Sowjetunion aufgelöst worden war, schickten zum ersten Mal seit 1936 die Staaten Estland, Lettland und Litauen eigene Mannschaften zu Olympischen Sommerspielen. Die übrigen Nachfolgestaaten der Sowjetunion stellten eine gemeinsame Mannschaft unter der Bezeichnung „Vereintes Team“ zusammen. Jugoslawien wurde wegen des Balkankrieges von den Spielen ausgeschlossen. Die Sportler durften jedoch als „Independent Olympic Participants“ unter dem Kürzel „IOP“ teilnehmen.
Während der Vorbereitung erfuhr die Stadt Barcelona große Änderungen im Bereich der Infrastruktur, die im Um- und Aufbau von Verkehrswegen und Telekommunikationseinrichtungen geschahen, sowie Umgestaltungen von ganzen Stadtteilen, die dadurch eine andere Charakteristik erhielten. Die Spiele selbst waren geprägt von mediterranem Flair und herzlicher Gastfreundschaft. Erfolgreichster Sportler war der belarussische Turner Wital Schtscherba mit sechs Goldmedaillen. Bei den Damen war die ungarische Schwimmerin Krisztina Egerszegi mit drei Goldmedaillen die erfolgreichste Sportlerin.

## Bewerbung
| Ergebnis der Wahl des Austragungsortes 1992 | Ergebnis der Wahl des Austragungsortes 1992 | Ergebnis der Wahl des Austragungsortes 1992 | Ergebnis der Wahl des Austragungsortes 1992 | Ergebnis der Wahl des Austragungsortes 1992 |
| Ort                                         | Land                                        | Runde 1                                     | Runde 2                                     | Runde 3                                     |
| ------------------------------------------- | ------------------------------------------- | ------------------------------------------- | ------------------------------------------- | ------------------------------------------- |
| Barcelona                                   | Spanien                                     | 29                                          | 37                                          | 47                                          |
| Paris                                       | Frankreich                                  | 19                                          | 20                                          | 23                                          |
| Belgrad                                     | Jugoslawien                                 | 13                                          | 11                                          | 5                                           |
| Brisbane                                    | Australien                                  | 11                                          | 9                                           | 10                                          |
| Birmingham                                  | Vereinigtes Königreich                      | 6                                           | 8                                           | –                                           |
| Amsterdam                                   | Niederlande                                 | 5                                           | –                                           | –                                           |

Die Lokalpolitiker Barcelonas hatten schon Jahrzehnte zuvor die Idee, dass sich die Stadt um die Ausrichtung Olympischer Spiele bewerben sollte. Einen ersten Versuch machten sie mit einer Bewerbung für die Spiele von 1924. Dieses Ansinnen vereitelte jedoch Baron Pierre de Coubertin, indem er in einem Brief an alle Mitglieder des IOC um die Wahl von Paris als Austragungsort bat. Auch die Austragungsorte der Spiele von 1928 und 1932 wurden schon sehr frühzeitig mit Amsterdam und Los Angeles festgelegt.
Somit war eine zweite Kandidatur erst wieder für die Spiele von 1936 möglich, bei der Barcelona gegen Berlin antrat. Die IOC-Session, auf der die Ausrichterstadt ermittelt werden sollte, fand dabei 1931 ungünstigerweise in Barcelona statt. Wegen der Wirren während der spanischen Revolution konnten nur 19 IOC-Mitglieder nach Barcelona reisen, sodass die fehlenden Mitglieder durch Briefwahl über den Austragungsort abstimmen mussten. Die Auszählung ergab für Berlin 43 Stimmen und nur 16 für Barcelona.
Wenige Monate vor den Spielen 1936 wurde die Idee einer Gegenolympiade in Barcelona, der „Olimpiada Popular“, zu den von den Nationalsozialisten missbrauchten Spielen in Berlin geboren. Etwa 6000 Sportler reisten zwar nach Barcelona, wegen des von Franco angeführten Putsches gegen die spanische Regierung konnte die Veranstaltung aber nicht durchgeführt werden.
Ein weiterer Versuch von Barcelona, sich zusammen mit Madrid für die Olympischen Sommerspiele von 1972 zu bewerben, scheiterte ebenfalls. Kurz nach der Wahl von Juan Antonio Samaranch zum Präsidenten des IOC 1980 schlug der Bürgermeister von Barcelona vor, sich erneut zu bewerben, dieses Mal für die Ausrichtung der Olympischen Sommerspiele 1992. Während der Fußballweltmeisterschaft 1982 in Spanien gingen die Stadtbehörden damit an die Öffentlichkeit. Nachdem die sozialistische Regierung unter Felipe González an die Macht gekommen war, sicherte auch diese dem Vorhaben ihre volle Unterstützung zu.
Während der Kandidatur argumentierte das Bewerbungskomitee der Stadt mit Spielen der kurzen Wege: Alle Sportstätten sollten sich im Umkreis von fünf Kilometern in der Stadt befinden, mit einem olympischen Dorf direkt am Meer mit mediterranem Flair, mit einer Stadt reich an kulturellem Leben und einer Architektur, die Moderne und Tradition verbindet. Die Finanzierung der Spiele selbst sollte zum größten Teil privat erfolgen, ähnlich der von Los Angeles 1984. Auch die Bevölkerung unterstützte die Bewerbung, nach Meinungsumfragen waren 64 % der Bewohner in ganz Spanien für das Vorhaben.
Die Wahl erfolgte 1986 auf der IOC-Session in Lausanne. Andere Kandidatenstädte waren Amsterdam, Belgrad, Birmingham, Brisbane und Paris. Kurz vor der Entscheidung über die Vergabe der Sommerspiele 1992 wurde bei der Explosion einer Autobombe in Barcelona ein Mensch getötet und 18 verletzt. Der Anschlag wurde von den spanischen Behörden als Akt des Widerstands gegen die Olympiabewerbung gewertet.
Barcelona hatte es erneut mit Paris als aussichtsreichstem Gegenkandidaten zu tun. Da am Tag vor der Wahl das französische Albertville zum Ausrichter der Winterspiele 1992 bestimmt worden war, war es jedoch unwahrscheinlich, dass auch die Sommerspiele nach Frankreich vergeben würden. Barcelona erhielt in der dritten Runde der Abstimmung 47 Stimmen, Paris dagegen nur 23. Somit konnte Samaranch den Sieg seiner Heimatstadt verkünden.

## Organisation
Fünf Monate nach dem Zuschlag des IOC konstituierte sich das Organisationskomitee, COOB’92 genannt. Es setzte sich aus Vertretern des Stadtrates und der Stadtverwaltung von Barcelona, der Regierung von Katalonien sowie aus Mitgliedern des NOK für Spanien und von Sportverbänden zusammen. Zum Präsidenten des Organisationskomitees wurde der Bürgermeister der Stadt, Pasqual Maragall, ernannt, Ehrenpräsident war Kronprinz Felipe von Spanien.
Eines der ersten Ziele des Organisationskomitees war der Aufbau einer passenden Infrastruktur, die in Barcelona noch nicht vorhanden war. Es fehlte an Ringstraßen, einem Fernmeldeturm, modernen Hotelanlagen, einem Segelhafen sowie dem Ausbau und der Modernisierung des Flughafens. Zudem sollte der Küstenbereich der Stadt attraktiver werden, da gerade hier viele unansehnliche kleine Schuppen, Lagerhallen und Betriebe vorhanden waren. Diese Bauten ließ die Stadt abreißen und die Firmen und Bewohner in ein freies Areal in der Nähe des Flughafens umsiedeln. An ihrer Stelle entstand der Parc del Mar mit dem olympischen Dorf und dem olympischen Segelhafen.
Die Sportstätten konzentrierten sich auf dem Montjuïc, dem „Hausberg“ von Barcelona, in Vall d’Hebron und einem Areal an der Avinguda Diagonal. Von den 43 Sportanlagen mussten nur 15 neu erbaut werden, die anderen waren bereits vorhanden und bedurften lediglich einer Sanierung. Neu gebaut wurden u. a. der Olympiahafen (Port Olímpic) in Barcelona für die Segelwettbewerbe, der Canal Olímpic de Catalunya in Castelldefels für die Kanurennsport-Wettbewerbe und der Parc Olímpic del Segre für die Wettbewerbe im Kanuslalom in La Seu d’Urgell.
Zur Finanzierung der Spiele waren ca. 195 Milliarden Peseten (2,16 Milliarden Dollar) erforderlich. Davon konnten 30 % über Sponsorengelder und durch den Verkauf von Lizenzen sowie 27 % durch die Einnahmen aus den Fernsehübertragungsrechten erwirtschaftet werden, die eine Summe von 635 Millionen Dollar ausmachten. Den Hauptanteil bestritt dabei die amerikanische Fernsehgesellschaft NBC mit 401 Millionen Dollar, die Europäische Rundfunkunion zahlte 90 Millionen Dollar. Weitere Einnahmen kamen durch ein Münzprogramm zustande. Die königlich spanische Münze legte ab 1989 zwölf Gold- und 16 Silbermünzen zu verschiedenen Nennwerten auf, durch die das Organisationskomitee ca. 900 Millionen Peseten (10 Millionen Dollar) einnahm.
Zusammen mit dem Organisationskomitee von Albertville schloss das COOB’92 ein Abkommen über das Vermarktungsprogramm TOP 2, in das zwölf internationale Konzerne einbezogen waren. Die Schweizer Vermarktungsgesellschaft ISL stellte beiden Olympiastädten 175 Millionen US-Dollar zur Verfügung, sodass der Etat des COOB’92 ausgeglichen war.
Daneben waren weitere Investitionen, vor allem für infrastrukturelle Bereiche erforderlich. Diese Kosten wurden auf 753 Milliarden Peseten (8,4 Milliarden Dollar) geschätzt, wobei 41 % in Bauten und 33 % in Straßen und Verkehrswege investiert wurden. Laut einer Schätzung des Stadtrats von Barcelona betrug der Gewinn aus öffentlichen und privaten Investitionen und Konsumationen ca. 854 Milliarden Peseten (9,5 Milliarden Dollar).
Während der Spiele arbeiteten 45.133 Menschen für das Organisationskomitee, davon waren 34.548 als freiwillige Helfer im Einsatz. Für die Sicherheit wurden zusätzlich 21.116 Mitglieder von Polizei, Guardia Civil und der spanischen Armee zum Dienst herangezogen. Die Kosten hierfür beliefen sich auf 52 Millionen Dollar.

## Das Erscheinungsbild der Spiele

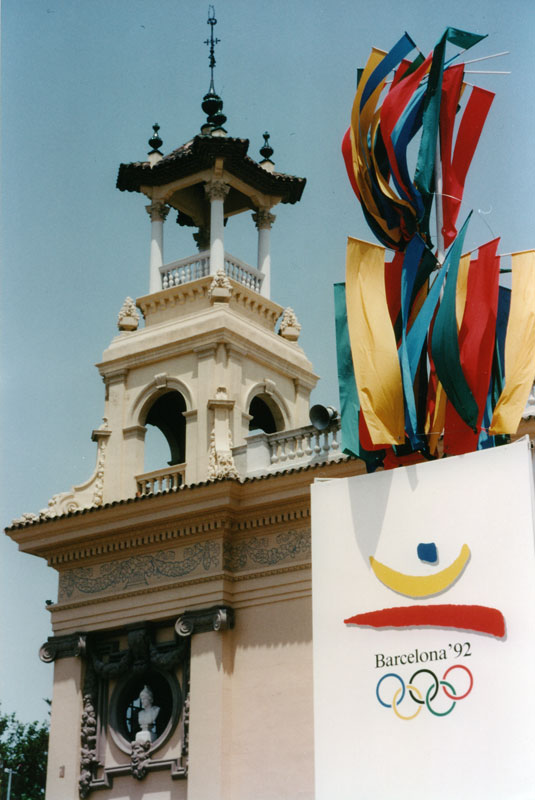
Gestaltungselement während der Spiele

Bereits 1988 wählte eine Jury des Organisationskomitees in einem Gestaltungswettbewerb für das Logo der Spiele den Vorschlag des Grafikers Josep M. Trias aus. Es bestand aus einer stilisierten dynamischen menschlichen Figur, die über die olympischen Ringe springt. Dabei symbolisieren der blaue Kopf den Mittelmeerraum, die Arme das Gelb der Sonne und – weit geöffnet – die Gastfreundschaft, die roten Beine die Lebendigkeit der Spiele. Dieselbe Jury wählte auch das Maskottchen aus. Es war ein katalanischer Hirtenhund, den der Grafiker Javier Mariscal entworfen hatte. Der Name Cobi sollte eine Anlehnung an das Organisationskomitee COOB’92 sein. Mariscal entwickelte eine Serie von Cartoons, um Cobi einem breiteren Publikum näherzubringen und auf sympathische Weise für die Spiele zu werben.
Für das Motto der Spiele wählte die Jury den Spruch Amics per sempre („Freunde für immer“ auf Katalanisch). Bei den Piktogrammen nahm Josep M. Trias die von Otl Aicher für die Olympischen Sommerspiele 1972 von München entworfenen Formen als Ausgangsbasis und änderte sie in der Weise ab, dass die Art der Arme und Beine der des Logos der Spiele von Barcelona entsprach. Die Piktogramme waren meist als weiße Symbole auf blauem Hintergrund gehalten, der Hauptfarbe der Spiele. In der Stadt und am Eingang der Sportstätten wurden große weiße viereckige Pfeiler mit bunten Bändern an der Oberseite als Gestaltungselemente aufgestellt. Als Wegweiser dienten blaue Pfeiler mit Piktogrammen und Richtungspfeilen.
Erkennungsmelodie der Olympischen Spiele war das Lied Barcelona von Freddie Mercury und Montserrat Caballé. Das Lied war 1987 von der Opernsängerin und dem Queen-Sänger auf Ibiza zum ersten Mal aufgeführt worden und wurde vom COOB’92 als offizielles Musikstück bestimmt. Mercury erlebte die Olympischen Spiele nicht mehr, er verstarb Ende 1991. Das zweite Stück war vom Motto der Spiele abgeleitet. Es heißt Amigos para siempre und war von Andrew Lloyd Webber und Don Black komponiert worden; Sarah Brightman und Josep Carreras sangen es bei der Schlussfeier.

## Fackellauf
Nachdem die olympische Flamme am 5. Juni 1992 in Olympia von der griechischen Schauspielerin Maria Pambuki entzündet worden war, kam es schon kurz darauf zu einem Zwischenfall. Der erste Fackelläufer wurde seiner Fackel beraubt, jedoch hatte er zum Glück für die Organisatoren, das Feuer bereits an den zweiten Läufer weitergereicht.
Die Flamme erreichte am 7. Juni Athen und trat zwei Tage später an Bord der Fregatte Cataluña die Reise in Richtung Spanien an, wo sie am 13. Juni vor dem katalanischen Empúries eintraf und mit einem Ruderboot an Land gebracht wurde. Der Ort wurde deshalb gewählt, weil dort früher eine kleine griechische Kolonie bestand und auf diesem Wege die Verbundenheit von Spanien und Griechenland demonstriert werden sollte. Für den Fackellauf hatte das Organisationskomitee ursprünglich geplant, in alle bisherigen Olympiastädte zu reisen und dort das Feuer nochmals zu entzünden. Wegen des großen Zeitbedarfs und der ausufernden Kosten für dieses Projekt beschränkte man sich dann doch auf einen Fackellauf durch Spanien.
Die von André Ricard entworfene und von Kromschröder S. A. hergestellte Fackel aus verchromtem Aluminium wurde von 8885 Läufern zu Fuß und von 599 Radfahrern über 9484 Etappen zuerst durch Katalonien und anschließend, nachdem sie am 8. Juli auch in der Hauptstadt Madrid angekommen war, durch ganz Spanien sowie nach Mallorca und auf die Kanarischen Inseln transportiert. Jeder Läufer legte dabei eine Strecke von 500 Metern mit der Fackel zurück und lief danach noch weitere 4,5 km als Begleiter der nächsten Fackelträger. Die Radfahrer, die auf Rennrädern mit speziellen Halterungen für die Fackel unterwegs waren, hatten 2,5 km zu fahren. Die Auswahl der Träger übernahmen die Städte, durch die die olympische Flamme auf ihrer Reise durch Spanien kam. Einer der Träger war auch IOC-Präsident Samaranch, er trug die Fackel durch Sant Sadurní d’Anoia in Katalonien.
Am Abend des 24. Juli 1992, einen Tag vor der Eröffnungsfeier, erreichte die olympische Flamme – mit dem Schiff aus Palma de Mallorca kommend – Barcelona und wurde mit einem Feuerwerk auf dem Montjuïc begrüßt. Anschließend wurde die Fackel durch die Straßen von Barcelona getragen.

## Wettkampfstätten und olympisches Dorf

### Der Olympiapark auf dem Montjuïc

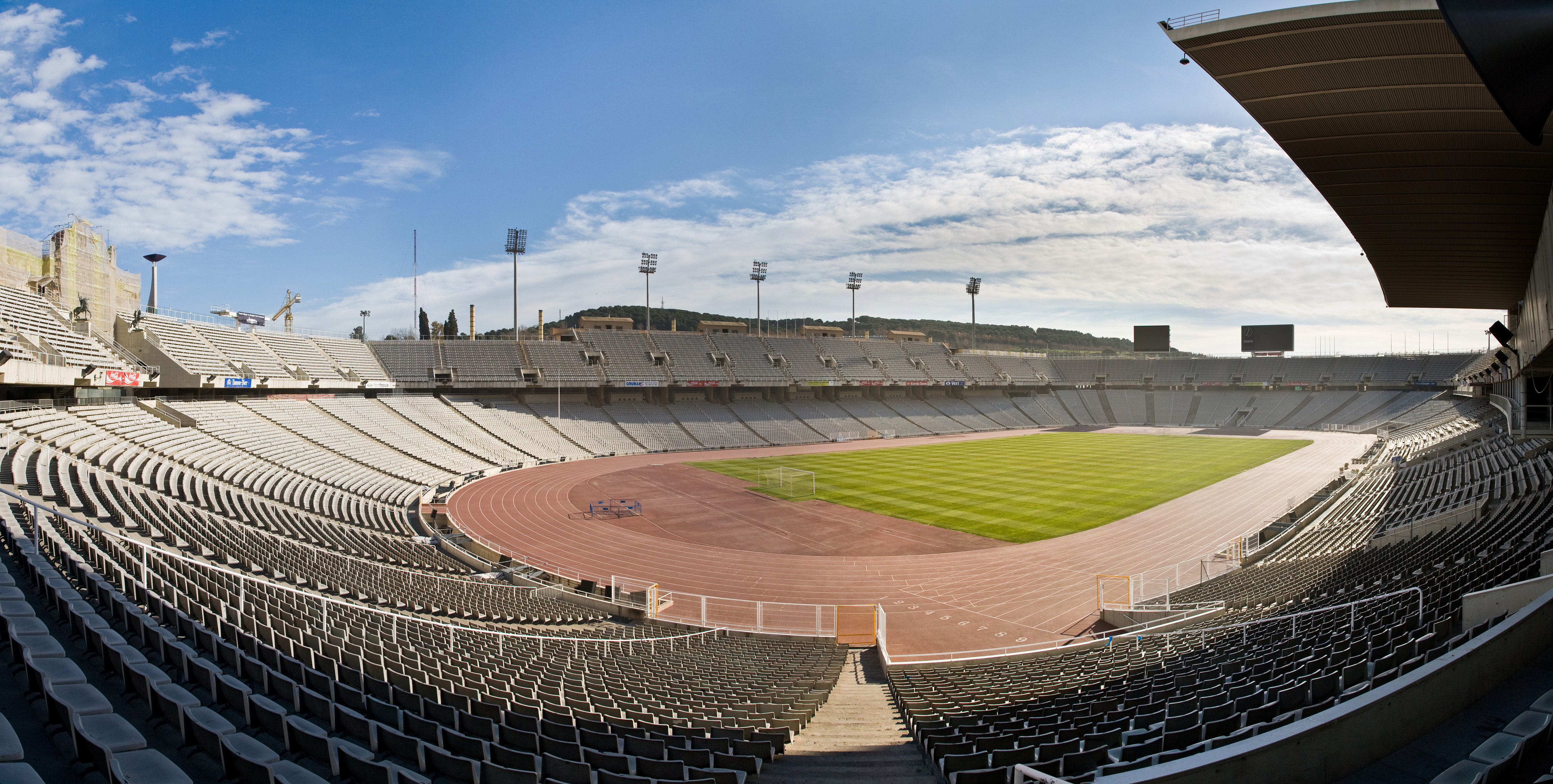
Das Innere des Olympiastadions Barcelona

Der Montjuïc, ein im Süden der Stadt direkt an der Küste gelegener 173 Meter hoher Berg, ist die größte Parkanlage im Stadtgebiet von Barcelona (auf ihm befand sich bereits vor den Olympischen Spielen das Olympiastadion, das für die Weltausstellung von 1929 erbaut worden war). Für die Spiele 1992 wurde es vom Italiener Vittorio Gregotti in Zusammenarbeit mit mehreren katalanischen Architekten generalsaniert. Er ließ das Stadion völlig entkernen und das Spielfeld um elf Meter absenken, einzig die historische neoklassizistische Fassade blieb erhalten. Die Kapazität konnte dadurch auf 60.000 Sitzplätze erhöht werden. Während der Spiele fanden hier die Eröffnungs- und Schlussfeier sowie die Leichtathletikwettbewerbe statt.
Das Olympiastadion steht am Ende einer Ringstraße, die als Anella Olímpica (‚Olympischer Ring‘) bezeichnet wird und die Sportstätten auf dem Montjuïc miteinander verbindet. Südwestlich des Stadions wurde das Palau Sant Jordi vom japanischen Architekten Arata Isozaki errichtet. In diesem großen Hallenstadion mit dem markanten Kuppeldach und einer Kapazität von 15.000 Zuschauerplätzen wurden während der Spiele die Turnwettkämpfe sowie die Finalspiele im Volleyball und Handball ausgetragen. Neben dem Palau Sant Jordi steht der im Auftrag der spanischen Telefongesellschaft Telefónica erbaute futuristische 136 Meter hohe Fernmeldeturm Torre Telefónica, der vom spanischen Architekten Santiago Calatrava entworfen worden ist.

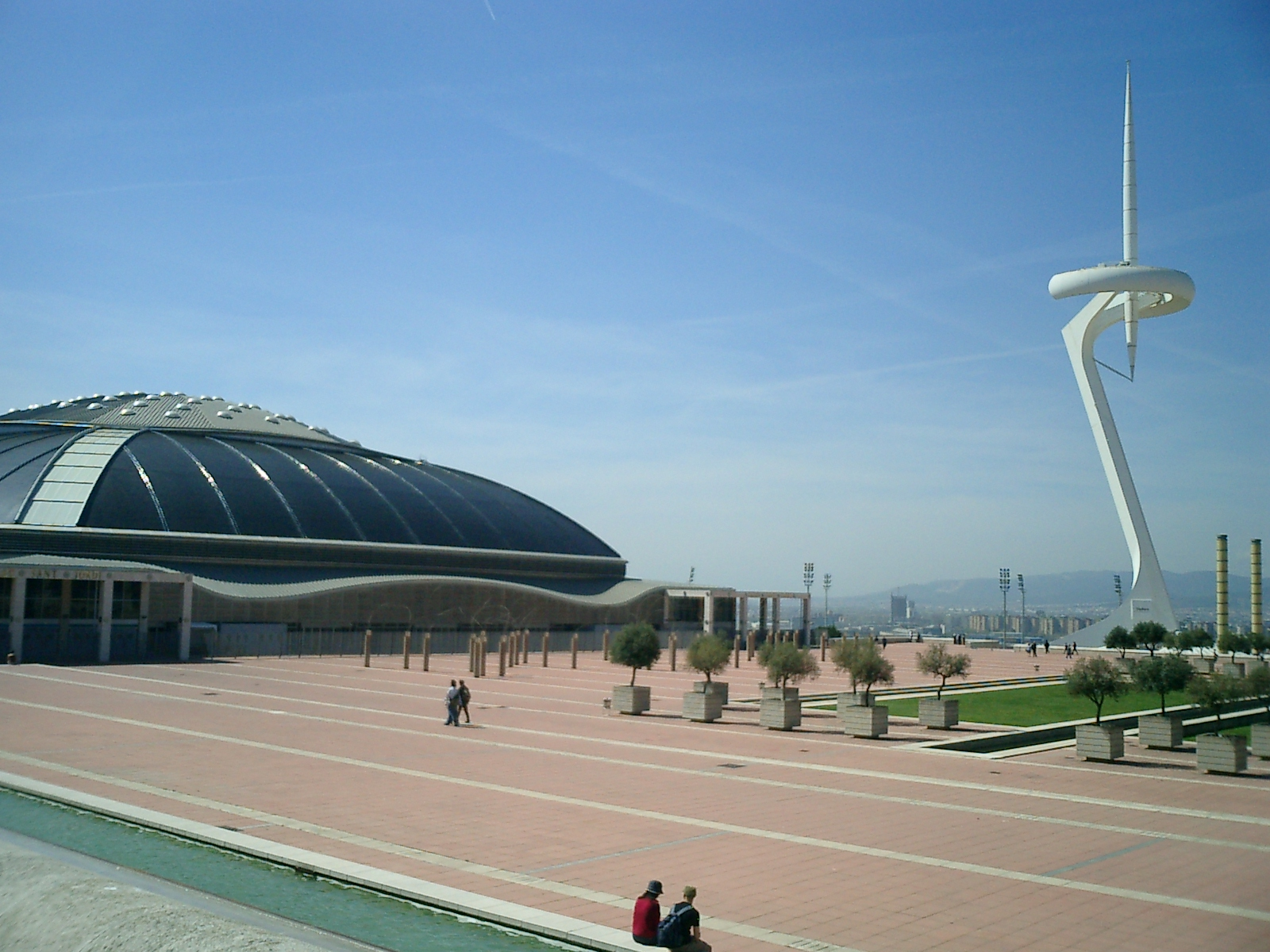
Palau Sant Jordi und Torre Telefónica

Das Institut Nacional d’Educació Física de Catalunya (INEFC) war während der Spiele Austragungsort der Wettbewerbe im Ringen und ist an der Nordwestseite des Olympischen Rings angesiedelt. Das Gebäude gehört dem katalanischen Sportministerium und war schon vor den Spielen vorhanden.
Auf der Nordseite des Rings steht das bereits 1970 für die Schwimmeuropameisterschaften errichtete und für die Olympischen Spiele umgebaute Bernat-Picornell-Schwimmbad. Im Gegensatz zu den Schwimmbädern der meisten vorangegangenen Olympiaden wurde das Wettkampfbecken nicht überdacht. Die Zuschauerkapazität konnte durch zusätzliche Tribünen für die Spiele von 3000 auf 10.000 Sitzplätze erhöht werden. Ein weiteres Schwimmbad, das Montjuïc-Schwimmbad im Nordosten des Olympiaparks, wurde für die Wettkämpfe im Wasserspringen und für die Wasserballspiele verwendet. Das Bad war schon 1929 zusammen mit dem Olympiastadion errichtet worden und musste für die Spiele von 1992 modernisiert werden. Dabei ließ das COOB’92 die Zuschauerkapazität von 4100 Plätzen mittels einer vorübergehend eingerichteten Tribüne um weitere 2400 Sitzplätze erhöhen. Durch die Höhenlage des Bades ergaben sich während der Wettbewerbe im Turmspringen ungewöhnliche Bilder vor der Kulisse der Stadt mit der Sagrada Família im Hintergrund.
Am Eingang zum Montjuïc-Park neben der Placa d’Espanya liegt der Palau de la Metal·lúrgia. Während der Olympischen Spiele wurden hier die Wettbewerbe im Fechten ausgetragen. Auch diese Halle, in der normalerweise Messen und Ausstellungen stattfinden, war bereits für die Weltausstellung 1929 errichtet worden und musste modernisiert werden. In der Nähe des Palau de la Metal-lurgia befindet sich der Palau Municipal d’Esports de Barcelona. Der Betonbau mit dem gewölbten Dach war 1955 für die Mittelmeerspiele entstanden und wurde seither für Sport- und Musikveranstaltungen genutzt. Bei den Olympischen Spielen fanden dort die Vorrundenspiele im Volleyball und die Rhythmische Sportgymnastik statt. In einem Park unterhalb des Montjuïc steht das Pavelló L’Espanya Industrial. Das COOB’92 ließ die Halle für die Wettbewerbe im Gewichtheben neu errichten.

### Die Diagonal-Area

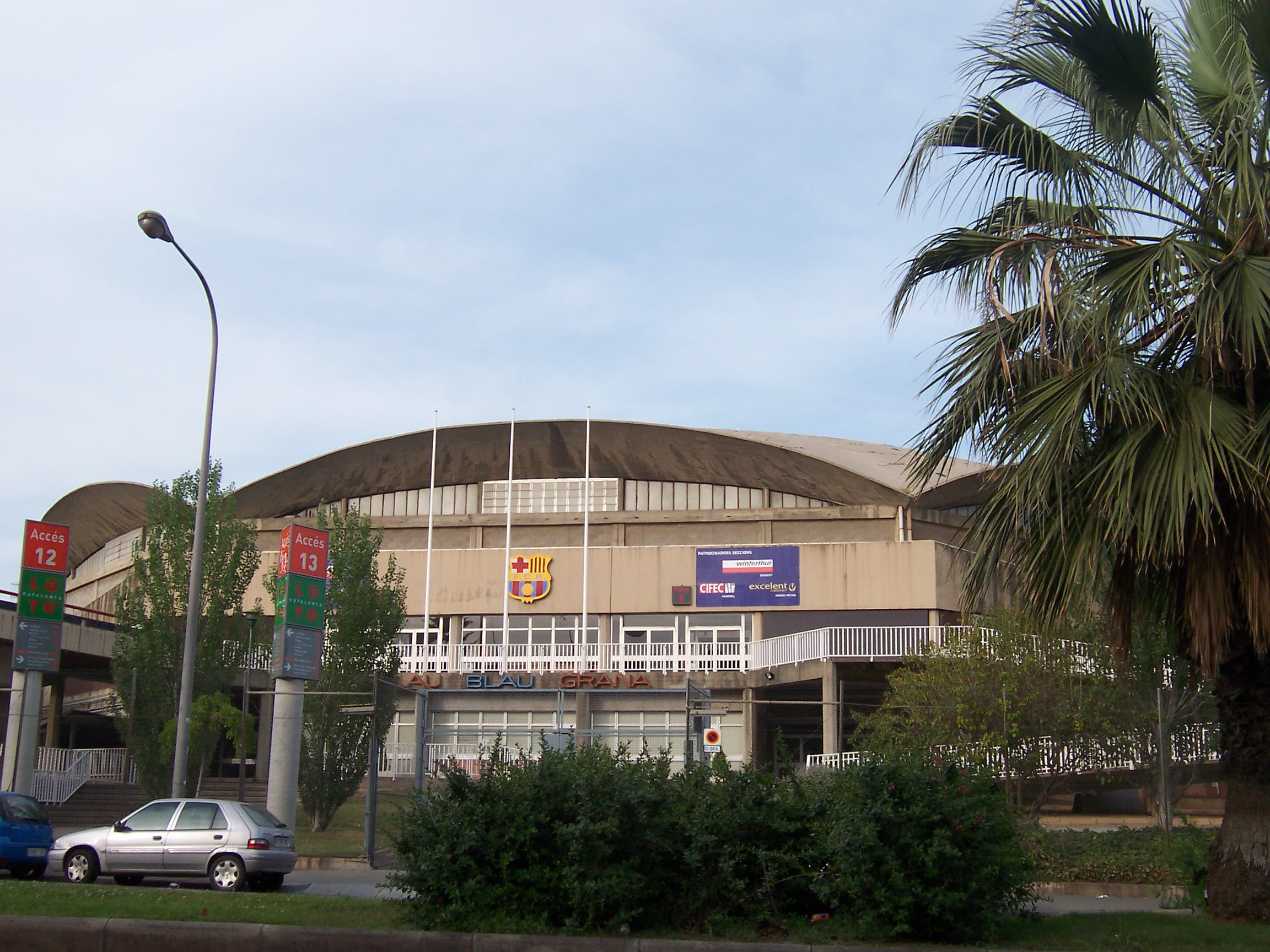
Der Palau Blaugrana

Die Diagonal-Area im Südwesten von Barcelona ist ein Gebiet mit mehreren bereits vor der Vergabe der Spiele vorhandenen Sportstätten und gutem Anschluss an die Autobahn und wichtigen Straßen, wie die Avinguda Diagonal. Die bekannteste Sportstätte ist dabei das Camp Nou, das Stadion des FC Barcelona mit einer Kapazität von 98.787 Zuschauerplätzen. Es war eines der fünf Stadien, in denen die Fußballspiele ausgetragen wurden. Auch das Endspiel fand hier statt.
Gleich neben dem Camp Nou und über Fußgängerbrücken mit ihm verbunden, steht das ebenfalls zum Sportgelände des FC Barcelona gehörende Palau Blaugrana, ein achteckiger Kuppelbau, in dem die Wettkämpfe im Judo, im Taekwondo, sowie das Finale im Rollhockey stattfanden. Der Real Club de Polo de Barcelona war die Austragungsstätte von Dressur- und Springprüfungen der olympischen Reitwettbewerbe. Das COOB’92 ließ 264 neue Stallungen und eine Tierklinik für die Pferde sowie weitere Gebäude für Reiter und Funktionäre errichten. Außerdem ließ es den Rasen des Polofeldes gegen einen Sandboden austauschen. Mittels temporärer Tribünen konnte eine Arena für 9600 Zuschauer aufgestellt werden. Eine weitere vorhandene Sportstätte war das Estadi Sarrià mit 42.000 Zuschauerplätzen, in dem einige Fußballspiele ausgetragen wurden. Für die Spiele waren verschiedene Modernisierungen notwendig.

### Das Vall d’Hebron
Die Vergabe der Olympischen Spiele an Barcelona bot die Chance, eine isolierte und unstrukturierte Gegend im Norden der Stadt in eine Zone mit hohem Freizeitwert und wichtigen Sportstätten zu verwandeln. Vor den Spielen war hier nur das 1984 für die Bahn-Radweltmeisterschaften erbaute Velòdrom d’Horta Miquel Poblet vorhanden. Es ist nicht überdacht, die Holzbahn weist eine Länge von 250 Meter auf. Zwei Fußballplätze und ein Rugbyfeld wurden in die Sportstätte für das olympische Bogenschießen umgewandelt. Außerdem ließ das COOB’92 noch ein Gebäude für die Technik und temporäre Tribünen für die Zuschauer bauen. Das neue Pavelló de la Vall d’Hebron war der Austragungsort der Vorrundenspiele im Volleyball sowie für das Baskische Pelota, das als Demonstrationssportart ausgetragen wurde. Ebenfalls neu erbaut wurde das Centre Municipal de Tennis Vall d’Hebron. Es besteht aus 17 Tennisplätzen mit Tribünen, einem Hauptplatz, einem Bürogebäude sowie einer Sporthalle. Die Tribünen des Hauptplatzes fassten 8000 Zuschauer.

### Der Parc de Mar mit dem olympischen Dorf

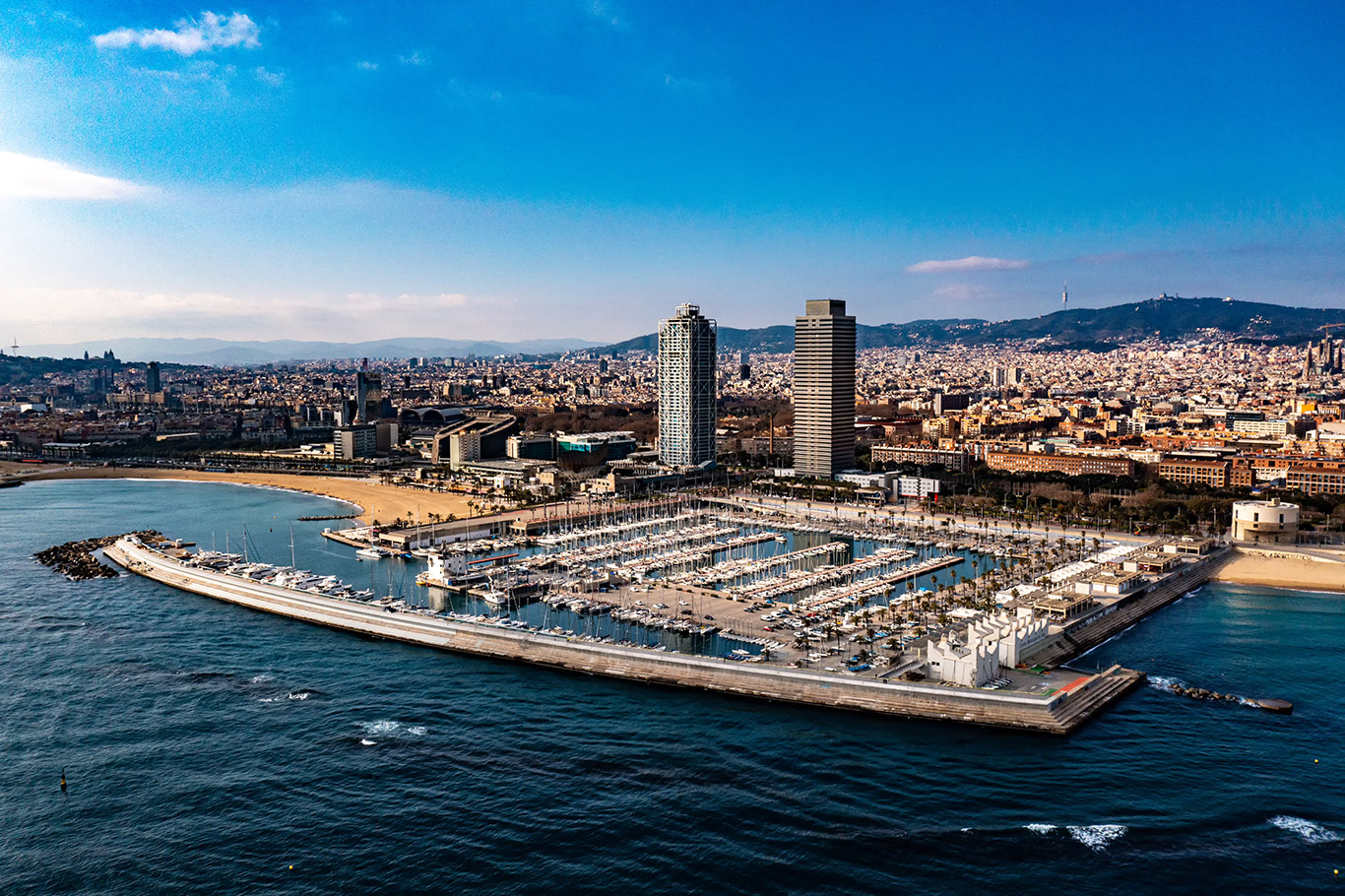
Der Olympiasegelhafen in Barcelona

Der direkt an der Küste gelegene Parc de Mar war der Teil von Barcelona, der den größten Wandel während der Vorbereitungen für die Olympischen Sommerspiele erfuhr. Durch ein großes Umstrukturierungsprogramm ließ die Stadt ca. 100 Hektar industriell und gewerblich genutztes Gebiet in Zonen mit Wohnbebauung und öffentlichen Gebäuden umwandeln. Die Bahnstrecken, die das Gebiet zur Küste hin und in Richtung Innenstadt abschnitten, wurden unter die Erde verlegt. Dadurch konnte auch ein Strand entstehen, der mit zu der positiven Entwicklung des Tourismus nach den Spielen in Barcelona beitrug.
Am südlichsten Teil des Parc de Mar gelegen, fand der olympische Segelhafen mit direktem Zugang zum olympischen Dorf seinen Platz. Er war die Basis für die Segelwettbewerbe, die in den Gewässern vor Barcelona stattfanden. Die olympische Badmintonkonkurrenz wurde im Pavelló de la Mar Bella abgehalten, einer neu erbauten Sporthalle, die für mehrere Sportarten auch in der nacholympischen Nutzung ausgelegt wurde. Die Halle liegt am östlichsten Teil des Parc de Mar und hat ebenfalls direkten Zugang zum olympischen Dorf. Im Nordteil des Parc de Mar ließ das COOB’92 die alte Estació del Nord Sporthalle generalsanieren. Die Fassade blieb erhalten, das Innere der Halle erhielt 5500 Zuschauerplätze für die Tischtenniswettbewerbe der Spiele.
Den größten Teil des Parc de Mar nahm das olympische Dorf ein. Das vom spanischen Architekturbüro MBM Arquitectes für 15.000 Bewohner konzipierte Dorf umfasst eine Fläche von 720.000 m². In den einzelnen Wohnungen waren während der Spiele jeweils sechs bis acht Sportler in Doppelzimmern untergebracht. Vier Athleten teilten sich ein Badezimmer. Nach den Spielen konnten die Apartments durch wenige Umbauten in Eigentumswohnungen mit zwei bis vier Zimmern umgebaut werden. Als Symbol für die Spiele errichtete Architekt Frank Gehry vor dem Komplex die Fischskulptur El Peix.
Für die Bewohner des Dorfes standen neben einer Klinik mit 24-stündiger Bereitschaft, einer Bibliothek mit Büchern in mehreren Sprachen, einem Einkaufszentrum sowie einer Bankfiliale auch Gebetsräume für fünf verschiedene Religionen bereit, in denen regelmäßige Gottesdienste abgehalten wurden. Neben dem olympischen Dorf für die Athleten, war im Parc de Mar auch das Dorf für die Kampfrichter und Jurymitglieder angesiedelt.

### Wettkampfstätten außerhalb von Barcelona

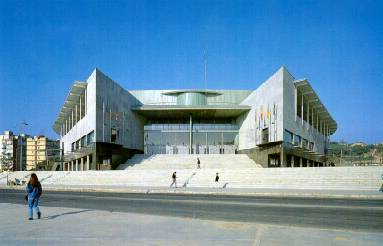
Palau d’Esports in Badalona

Die Spiele der XXV. Olympiade wurden neben dem Stadtgebiet von Barcelona auch in 15 ausgelagerten Wettkampforten ausgetragen, von denen mit Valencia und Saragossa für die Fußballspiele zwei außerhalb von Katalonien lagen. Weitere Fußballspiele fanden in Sabadell statt. Die Spiele im Basketball wurden im Pavelló Olímpic de Badalona im ca. 7,5 km nordöstlich entfernten Badalona ausgetragen. Die Kosten für die neu erbaute Halle für 12.500 Zuschauer teilten sich das COOB’92 und die Stadt Badalona. Ebenfalls in Badalona, im Pavelló Club Joventut, fanden die Boxwettkämpfe statt. Die Handballspiele wurden ins 24 km entfernte Palau d’Esports de Granollers ausgelagert. Die neue Halle für 5500 Zuschauer wurde gemeinsam von der Stadt Granollers, dem Bezirk Barcelona, der Regierung von Katalonien und dem COOB’92 finanziert.
Austragungsort der Schießwettbewerbe war das 35 km entfernte Camp de Tir Olímpic de Mollet in Mollet del Vallès. Die Stände für die Wurfscheibenschützen sind dabei durch eine Autobahn vom Rest der Anlage getrennt und nur durch einen Tunnel zu erreichen. In dem Neubau wurde zum ersten Mal ein elektronisches Ergebnisanzeigesystem installiert, das die Verwendung von Papierscheiben überflüssig machte und den Standard für zukünftige internationale Wettbewerbe setzte. Die Spiele im Hockey wurden in Terrassa ausgetragen, einer 34 km von Barcelona entfernten Stadt, die als die Wiege des Hockeysports in Spanien gilt. Deshalb waren dort bereits zwei Hockeystadien und ein Aufwärmplatz vorhanden, die für die Spiele renoviert wurden.

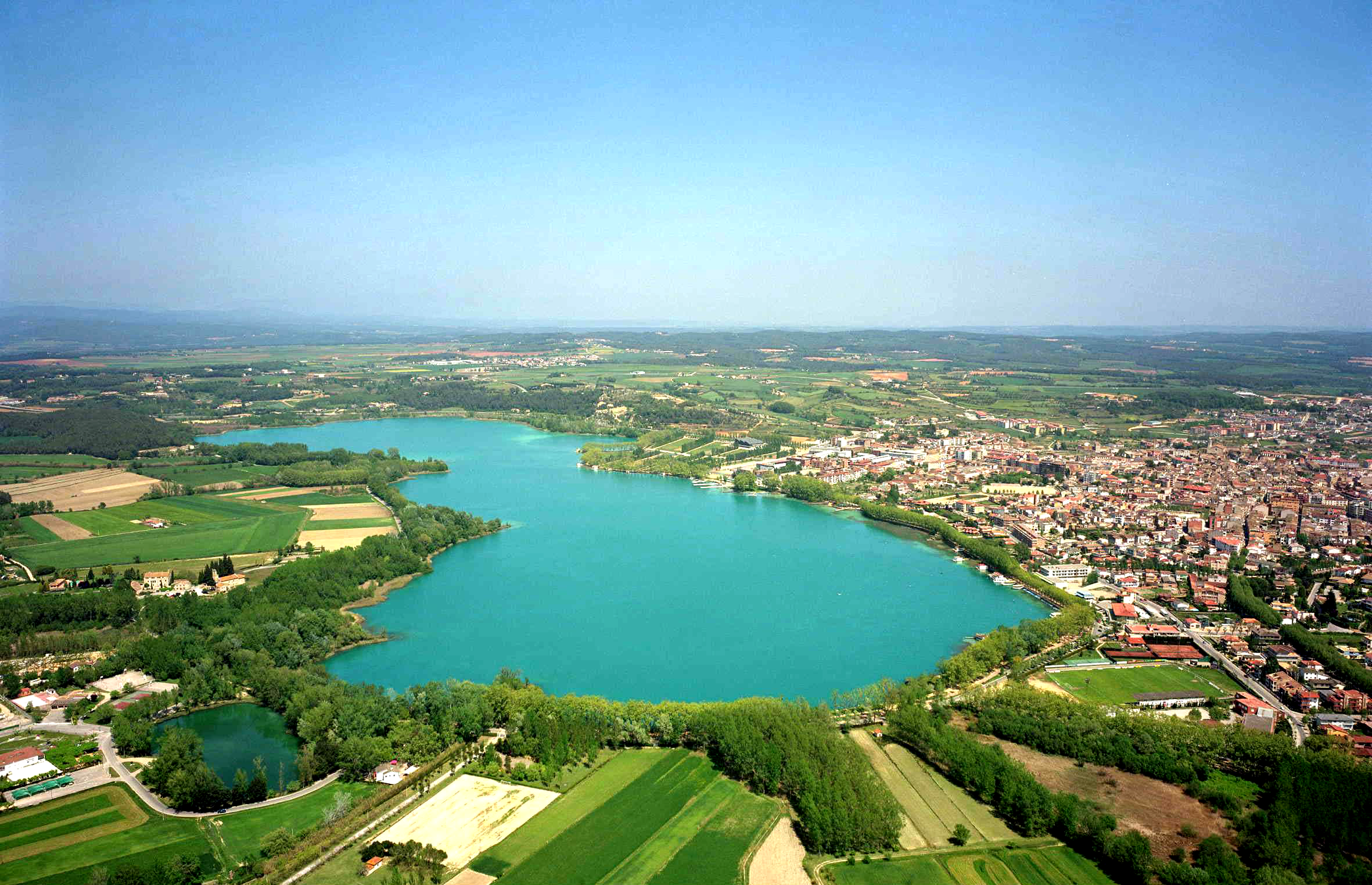
Ruderregattastrecke am See von Banyoles

Die Wettbewerbe im Rudern fanden im 118 km nördlich von Barcelona gelegenen Banyoles statt. Der knochenförmige See Estany de Banyoles hatte genau die für die Ruderwettkämpfe benötigten Abmessungen von zwei Kilometern Länge. Wegen der großen Entfernung ließ das Organisationskomitee ein eigenes olympisches Dorf für die Rudersportler bauen. Im Gegensatz zu den Ruderwettbewerben, die in einem natürlichen Gewässer ausgetragen wurden, ließ das COOB’92 für die Wettkämpfe im Kanurennsport im 21 km von Barcelona entfernten Castelldefels eine künstliche Kanuregattastrecke ausheben, wobei man sich auf ein 1200 Meter langes Becken beschränken konnte. Seit den Olympischen Spielen 1972 war in Barcelona zum ersten Mal wieder der Kanuslalom im Programm der Spiele. Zu diesem Zweck ließ das Organisationskomitee in La Seu d’Urgell, einem Ort 180 km entfernt von Barcelona in den Pyrenäen, einen künstlichen Kanuslalomkanal errichten, der gemeinsam mit der Stadt, der Regierung von Katalonien und dem COOB’92 finanziert wurde.
Weitere Austragungsorte waren für Baseball die Stadien in L’Hospitalet de Llobregat und Viladecans, für den Geländeritt der Vielseitigkeitsreiter das Montanya-Reitzentrum in Vic, der Circuit de Catalunya für das 100-km-Mannschaftszeitfahren im Radsport, sowie Sant Sadurní d’Anoia für die Spiele in der Demonstrationssportart Rollhockey.

## Teilnehmer

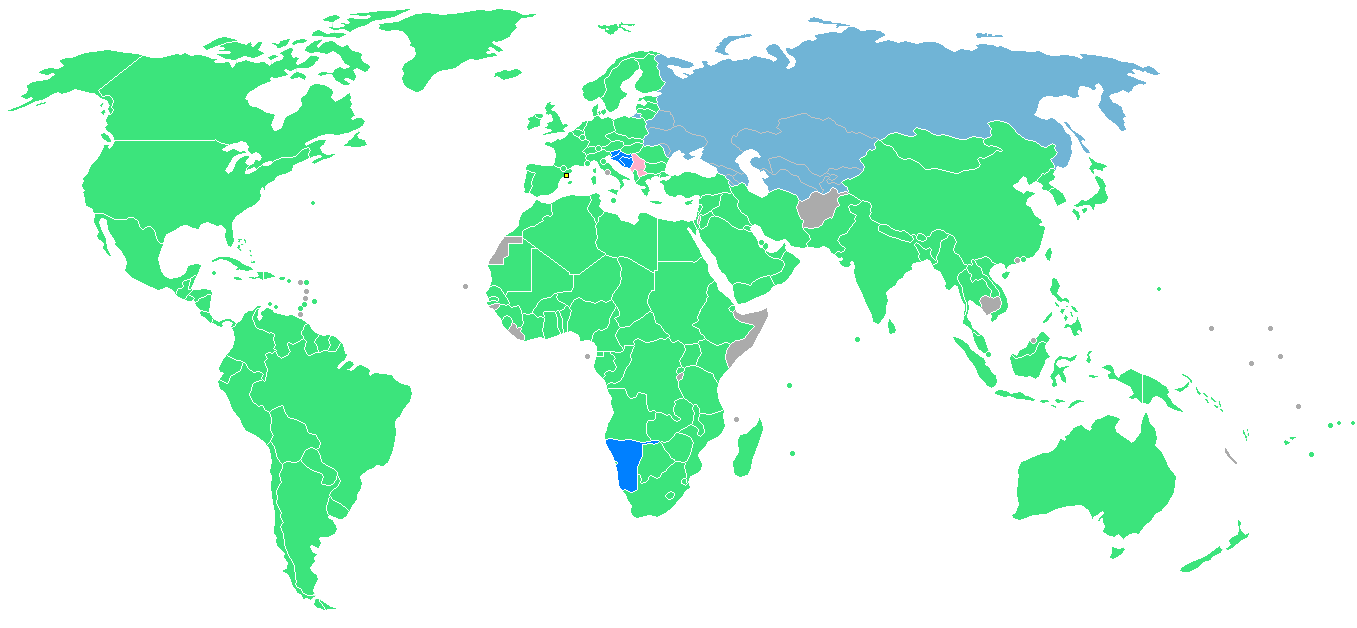
Teilnehmende Länder

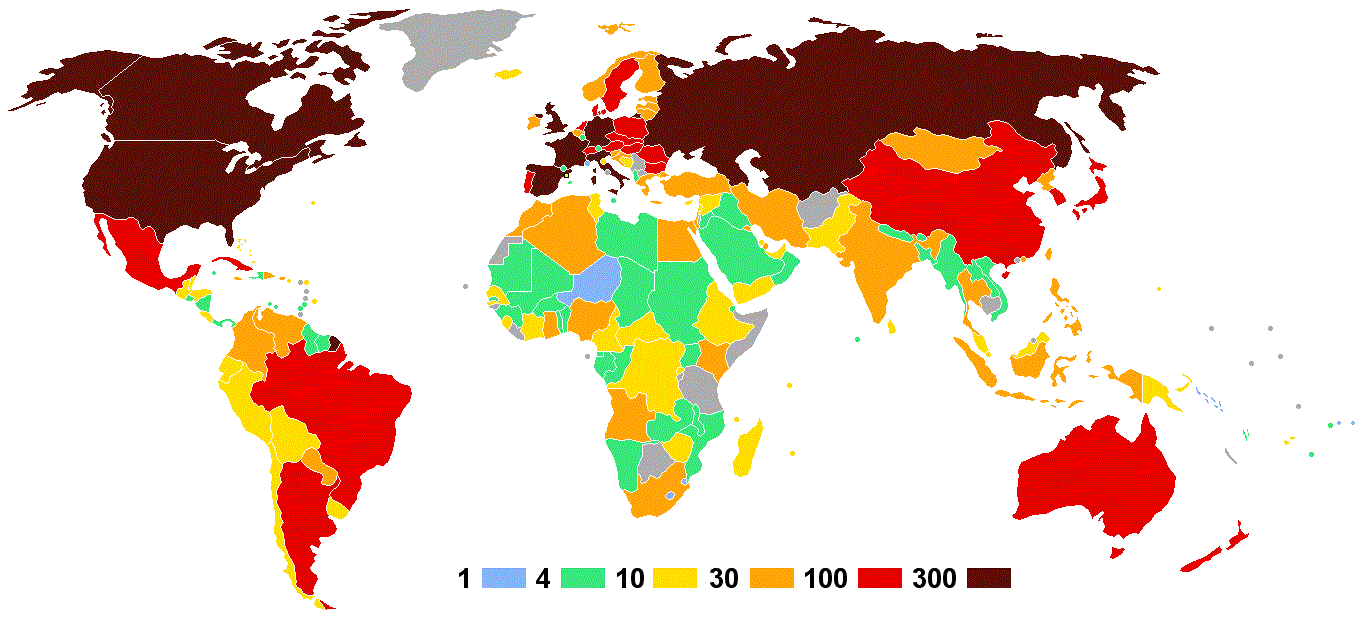
Mannschaftsstärke der Nationen

An den Spielen der XXV. Olympiade in Barcelona nahmen 169 Nationale Olympische Komitees teil, was einen Teilnehmerrekord bedeutete. Erstmals seit Mexiko 1968 wurden die Spiele von keinem Land boykottiert. Nach dem Zerfall der Sowjetunion war der Staatenbund „Gemeinschaft Unabhängiger Staaten“ gegründet worden. Seine Mitglieder einigten sich darauf, in Barcelona unter einer gemeinsamen Mannschaft mit dem Namen „Vereintes Team“ an den Start zu gehen. Während der Eröffnungs- und der Schlussfeier sowie bei den Siegerehrungen wurden jedoch die Flaggen der einzelnen Länder gezeigt und ihre Hymnen gespielt. Die baltischen Staaten Lettland, Litauen und Estland wurden 1991 vom IOC anerkannt und traten als eigenständige Länder bei den Spielen an, ebenso wie Kroatien und Slowenien, die Anfang 1992 die Zulassung erhalten hatten, im Gegensatz zu Jugoslawien, das wegen des Balkankrieges ausgeschlossen wurde. Die IOC-Exekutive erlaubte jedoch den jugoslawischen Sportlern, als „Independent Olympic Participants“ unter der olympischen Flagge teilzunehmen, ebenso den mazedonischen Sportlern in Ermangelung eines NOKs. Gleichzeitig erkannte sie auch das NOK von Bosnien und Herzegowina an. Auch Südafrika wurde es nach dem Ende der Apartheid wieder erlaubt, an den Spielen teilzunehmen.
Nach der deutschen Wiedervereinigung trat das NOK der DDR dem NOK für Deutschland bei. Das Kürzel „FRG“ bei bisherigen Spielen wurde wieder durch das frühere „GER“ ersetzt. Insgesamt nahmen in Barcelona 9364 Sportler teil, davon 2705 Frauen. Länder, die zum ersten Mal bei Olympischen Spielen Medaillen gewannen, waren Israel mit je einer Silber- und einer Bronzemedaille im Judo und Namibia, das bei seiner ersten Teilnahme zweimal Silber in der Leichtathletik errang.
Das NOK der Vereinigten Staaten hatte mit 537 Sportlern das größte Kontingent, gefolgt vom Vereinten Team mit 472 Athleten und der deutschen Mannschaft mit 463 Sportlern, gestellt. Gastgeber Spanien bot 418 Teilnehmer bei den Heimspielen von Barcelona auf.
| Europa (4601 Athleten aus 38 Nationen) | Europa (4601 Athleten aus 38 Nationen) | Europa (4601 Athleten aus 38 Nationen) |
| --- | --- | --- |
| - Albanien (8) - Andorra (8) - Belgien (68) - Bosnien und Herzegowina * (10) - Bulgarien (139) - Dänemark (117) - Deutschland (486) - Estland (37) - Finnland (89) - Frankreich (376) - Griechenland (72) - Großbritannien (376) - Irland (58)                 | - Island (29) - Israel (31) - Italien (323) - Kroatien * (41) - Lettland (34) - Liechtenstein (7) - Litauen (47) - Luxemburg (6) - Malta (7) - Monaco (2) - Niederlande (215) - Norwegen (85) - Österreich (107)                                | - Polen (205) - Portugal (100) - Rumänien (176) - San Marino (17) - Schweden (192) - Schweiz (114) - Slowenien * (35) - Spanien (489) - Tschechoslowakei (209) - Türkei (47) - Ungarn (222) - Zypern (17)                                                          |
| Amerika (1787 Athleten aus 39 Nationen) | | |
| - Amerikanische Jungferninseln (24) - Antigua und Barbuda (13) - Argentinien (107) - Aruba (5) - Bahamas (15) - Barbados (17) - Belize (10) - Bermuda (20) - Bolivien (14) - Brasilien (195) - Britische Jungferninseln (4) - Cayman Islands (10) - Chile (14) | - Costa Rica (16) - Dominikanische Republik (32) - Ecuador (13) - El Salvador (4) - Grenada (4) - Guatemala (14) - Guyana (6) - Haiti (7) - Honduras (10) - Jamaika (36) - Kanada (30) - Kolumbien (51) - Kuba (187)                            | - Mexiko (134) - Nicaragua (8) - Niederländische Antillen (4) - Panama (5) - Paraguay (30) - Peru (16) - Puerto Rico (75) - St. Vincent und die Grenadinen (6) - Suriname (6) - Trinidad und Tobago (7) - Uruguay (23) - Venezuela (37) - Vereinigte Staaten (578) |
| Asien (1447 Athleten aus 36 Nationen) | | |
| - Afghanistan - Bahrain (13) - Bangladesch (6) - Bhutan (6) - Brunei (1) - China, Volksrepublik (246) - Chinesisch Taipeh (37) - Hongkong (38) - Indien (53) - Indonesien (47) - Iran (40) - Irak (9)                                                          | - Japan (272) - Jemen (13) - Jordanien (7) - Katar (31) - Korea, DVR (64) - Korea, Republik (244) - Kuwait (46) - Laos (6) - Libanon (13) - Malaysia (28) - Malediven (7) - Mongolei (33)                                                       | - Myanmar (4) - Nepal (5) - Oman (5) - Pakistan (27) - Philippinen (34) - Saudi-Arabien (9) - Singapur (14) - Sri Lanka (11) - Syrien (10) - Thailand (47) - Vereinigte Arabische Emirate (14) - Vietnam (7)                                                       |
| Afrika (804 Athleten aus 47 Nationen) | | |
| - Ägypten (83) - Algerien (38) - Angola (39) - Äquatorialguinea (7) - Äthiopien (23) - Benin (6) - Botswana (6) - Burkina Faso (4) - Dschibuti (8) - Elfenbeinküste (13) - Gabun (8) - Gambia (5) - Ghana (37) - Guinea (8) - Kamerun (11) - Kenia (51)        | - Kongo, Republik (7) - Lesotho (6) - Liberia (5) - Libyen (6) - Madagaskar (14) - Malawi (4) - Mali (5) - Marokko (53) - Mauretanien (6) - Mauritius (13) - Mosambik (6) - Namibia * (6) - Niger (3) - Nigeria (57) - Ruanda (10) - Sambia (9) | - Senegal (21) - Seychellen (11) - Sierra Leone (11) - Simbabwe (19) - Somalia (2) - Südafrika (94) - Sudan (6) - Swasiland (6) - Tansania (9) - Togo (6) - Tschad (7) - Tunesien (14) - Uganda (8) - Zaire (17) - Zentralafrikanische Republik (16)               |
| Ozeanien (508 Athleten aus 11 Nationen) | | |
| - Amerikanisch-Samoa (3) - Australien (295) - Cookinseln (2) - Fidschi (19) | - Guam (22) - Neuseeland (137) - Papua-Neuguinea (13) - Salomonen (1) | - Tonga (5) - Vanuatu (6) - Westsamoa (5) |
| Sonstige (533 Athleten) | | |
| - Unabhängige Olympiateilnehmer (58) | - Vereintes Team (475) | |
| (Anzahl der Athleten) * erstmalige Teilnahme an Sommerspielen | | |

Afghanistan, Brunei, Liberia und Somalia nahmen an der Eröffnungszeremonie teil, jedoch starteten keine Athleten aus diesen Ländern in einem sportlichen Wettkampf.

## Zeremonien

### Eröffnung
Die Eröffnungsfeier der XXV. Olympischen Sommerspiele am 25. Juli 1992 begann vor 65.000 Zuschauern im Olympiastadion mit einem Willkommensgruß von Tänzern, die die traditionellen Blumenverkäufer auf der Rambla, der Promenade im Zentrum von Barcelona, darstellten. Zu den Klängen der katalanischen und anschließend der spanischen Hymne betrat das spanische Königspaar in Begleitung von IOC-Präsident Juan Antonio Samaranch die Ehrentribüne im Stadion.
Anschließend zeigten Tänzer, Musiker und 360 Trommler katalanische und spanische Folklore. Weitere Tänzer brachten dem Publikum mediterrane Mythologie und die Verbindung zwischen Griechenland und Barcelona näher. Neben einer großen griechischen Galeere formten andere Darsteller mit weiten blauen Umhängen die Wellen des Meeres.
Traditionell führte die griechische Mannschaft den Einmarsch der teilnehmenden 172 Nationen an. Die Fahne der deutschen Mannschaft trug Manfred Klein, Steuermann des Ruderachters und Olympiasieger von Seoul 1988. Österreich wurde durch die Dressurreiterin Elisabeth Max-Theurer repräsentiert, Fahnenträger der Mannschaft der Schweiz war der Turner Daniel Giubellini. Den Abschluss bildete die Vertretung des Gastgebers aus Spanien mit dem damaligen Kronprinz und heutigen König Felipe an der Spitze als Fahnenträger.
Nach Ansprachen von Pasqual Maragall, dem Bürgermeister von Barcelona und Präsidenten des Organisationskomitees, sowie von IOC-Präsident Samaranch, erklärte König Juan Carlos I. von Spanien die Spiele für eröffnet. Sechs frühere spanische Olympiasieger trugen die olympische Flagge ins Stadion. Dazu sang die griechische Mezzosopranistin Agnes Baltsa eine zu diesem Anlass komponierte Hymne von Mikis Theodorakis, der diese auch dirigierte.
Durch das Marathontor trug der Kanute Herminio Menéndez die olympische Flamme und gab sie an den letzten Läufer, den Basketballspieler Juan Antonio San Epifanio, weiter. Er entzündete mit der Flamme einen Pfeil, den der paralympische Bogenschütze Antonio Rebollo quer durch das Stadion und über alle Ränge hinweg über die Flammenschale schoss und damit das olympische Feuer im Stadion entfachte. Die olympische Hymne wurde von Alfredo Kraus auf Katalanisch, Spanisch und Französisch gesungen.
Nach den olympischen Eiden durch den Segler Luis Doreste Blanco für die Athleten und den Wasserballschiedsrichter Eugeni Asencio für die Kampfrichter stellten sich mehrere Frauen und Männer zu Castells auf, den in Katalonien beliebten menschlichen Pyramiden. Sechs Opernstars, unter ihnen Josep Carreras, Alfredo Kraus und Plácido Domingo sangen gemeinsam den Triumphmarsch aus Aida und ein 13-jähriger Junge beschloss mit Beethovens Ode an die Freude die Eröffnungsfeier.

### Schlussfeier
Am Abend des 9. August 1992, kurz nachdem der letzte Marathonläufer das Olympiastadion erreicht hatte, begann mit der Schlussfeier der letzte Teil der Spiele von Barcelona. Gleich zu Beginn sorgten drei katalanische Komiker als Sportler verkleidet mit ihren Späßen auf der Laufbahn für Heiterkeit bei den Zuschauern.
Nach der Vorführung spanischer Polizeireiter zeigten 100 Flamencotänzer ihr Können. Im Anschluss an den Einmarsch der Sportler, wie bei der Schlussfeier üblich ungeordnet und nicht nach Ländern getrennt, folgten die vom IOC vorgeschriebenen Zeremonien. Die Flaggen von Griechenland, von Spanien und den USA für den Gastgeber der nächsten Olympischen Sommerspiele 1996 in Atlanta wurden gehisst und die Hymnen gespielt.
Der Ansprache des Präsidenten des COOB’92, Maragall, folgte die Rede von Juan Antonio Samaranch, in der er die Spiele von Barcelona als „… the best Olympic Games ever …“ bezeichnete und für beendet erklärte. Anschließend wurde die olympische Flagge vom Bürgermeister von Barcelona, Pasqual Maragall, an den Bürgermeister von Atlanta, Maynard Jackson, übergeben, ein Film über die Olympiastadt von 1996 gezeigt und das Maskottchen vorgestellt. Während verschiedener musikalischer Darbietungen verlosch die olympische Flamme.
Über 700 Schauspieler und Musikanten in Teufels- und Monsterkostümen, dazu große Heliumballons, die Sterne und Planeten darstellten, füllten den Innenraum des Stadions und sollten die Erschaffung des Universums und des Sonnensystems symbolisieren. Große Drachen und Monster erschienen, Feuerwerke sprühten und Lichter wurden entzündet.
Sarah Brightman und José Carreras sangen das vom Motto der Spiele abgeleitete Lied „Amigos para siempre“, während durch das Tor ein silberfarbenes Boot mit dem Maskottchen Cobi an Bord ins Stadion kam und zusammen mit einem Feuerwerk langsam in den Himmel aufstieg. Die Feier endete, als zu Rumbaklängen Athleten und Zuschauer den Innenraum bevölkerten und gemeinsam tanzten.

## Medaillen und Siegerehrungen
Für die Medaillen gab das COOB’92 das Design des Bildhauers Xavier Corberó bei der Fábrica Nacional de Moneda y Timbre, der Königlichen Spanischen Münze in Madrid, in Auftrag. Sie waren 3 Millimeter dick und hatten einen Durchmesser von 70 Millimetern. Auf der Vorderseite war asymmetrisch ein Medaillon mit einem Durchmesser von 56 Millimetern angebracht. Es zeigte die von Giuseppe Cassioli für die Sommerspiele von Amsterdam 1928 entworfene Siegesgöttin, die seither auf allen Medaillen Olympischer Spiele erschien, den Schriftzug „XXV Olimpíada Barcelona 1992“ und die olympischen Ringe. Auf der Rückseite war das Logo der Spiele von Barcelona zu sehen. Oben am Rand war die Medaille mit einem Schlitz versehen, durch den ein Band in den Farben der olympischen Ringe in das innere der Medaille eingeführt und dort befestigt wurde.
Die Organisatoren kürzten alle Nationalhymnen bei den Siegerehrungen auf eine einheitliche Länge von 50 Sekunden, wodurch bei besonders langen Hymnen einzelne Passagen komplett wegfielen. Eine Ausnahme bildete die Hymne der USA, die ungekürzt in voller Länge gespielt wurde. Die Kürzung sorgte nach den ersten Wettbewerben bei Teilnehmern und Zuschauern für Irritationen, allerdings hatte das COOB’92 im Vorfeld der Spiele den meisten NOK eine CD mit der Version seiner Hymne zukommen lassen. Äthiopien und der Iran brachten bei der Ankunft in Barcelona eigene Versionen ihrer Landeshymnen mit, aber auch diese wurden im Stile der anderen Hymnen von den Organisatoren abgeändert.

## Wettkampfprogramm
Während der XXV. Olympischen Sommerspiele wurden 257 Wettbewerbe (160 für Männer, 86 für Frauen und 11 offene Wettbewerbe) in 25 Sportarten/34 Disziplinen ausgetragen. Das waren 20 Wettbewerbe und 2 Sportarten/3 Disziplinen mehr als in Seoul 1988.
Insgesamt sahen 3.033.064 Zuschauer die Wettkämpfe an den verschiedenen Austragungsorten. Die meisten Zuschauer gab es dabei bei der Leichtathletik im Olympiastadion, die 705.198 Besucher verzeichnen konnte. Auch der in Spanien sehr populäre Fußball lockte viele Fans in die Stadien, es konnten 586.749 Karten verkauft werden. Nachfolgend die Änderungen zu den vorherigen Sommerspielen im Detail:
- Badminton für Männer und Frauen wurde ins olympische Programm aufgenommen. Es war 1972 und 1988 Demonstrationssportart gewesen.
- Baseball würde für Männer olympisch. Es war mehrere Male in der Vergangenheit Demonstrationssportart gewesen.
- Im Judo wurde das Programm um die Frauen erweitert, nachdem Frauenjudo 1988 Demonstrationssportart gewesen war. Die Gewichtsklasse für Frauen entsprach den Gewichtsklassen der Männer (Superleicht-, Halbleicht-, Leicht-, Halbmittel-, Mittel-, Halbschwer- und Schwergewicht).
- Im Kanusport wurde der Kanuslalom wieder olympisch nachdem in München 1972 die Disziplin bereits einmal zum Programm gehört hatte. Bei den Wettkämpfen handelte es sich um C1, C2 und K1 bei den Männern und um K1 bei den Frauen.
- In der Leichtathletik erweiterte man das Programm bei den Frauen um das 10-km-Gehen.
- Beim Radsport wurde im Bahnradsport die Einzelverfolgung der Frauen hinzugefügt.
- Im Rudern ersetzte der Vierer ohne Steuermann den Vierer mit Steuermann bei den Frauen.
- Beim Schießen wurde die Männerklasse Kleinkalibergewehr, Laufende Scheibe, 50 m in die Klasse Luftgewehr, Laufende Scheibe 10 m Skeet umgewandelt.
- Beim Segeln kam die Bootsklasse Europe bei den Frauen hinzu. Und die Frauen starteten das erste Mal im Windsurfing (Lechner A-390).

### Olympische Sportarten/Disziplinen
- Badminton Gesamt (4) = Männer (2)/Frauen (2)
- Baseball Gesamt (1) = Männer (1)
- Basketball Gesamt (2) = Männer (1)/Frauen (1)
- Bogenschießen Gesamt (4) = Männer (2)/Frauen (2)
- Boxen Gesamt (12) = Männer (12)
- Fechten Gesamt (8) = Männer (6)/rauen (2)
- Fußball Gesamt (1) = Männer (1)
- Gewichtheben Gesamt (10) = Männer (10)
- Handball Gesamt (2) = Männer (1)/Frauen (1)
- Hockey Gesamt (2) = Männer (1)/Frauen (1)
- Judo Gesamt (14) = Männer (7)/Frauen (7)
- Kanusport
  -  Kanurennsport Gesamt (12) = Männer (9)/Frauen (3)
  -  Kanuslalom Gesamt (4) = Männer (3)/Frauen (1)
- Leichtathletik Gesamt (43) = Männer (24)/Frauen (19)
- Moderner Fünfkampf Gesamt (2) = Männer (2)
- Radsport
  -  Bahn Gesamt (7) = Männer (5)/Frauen (2)
  -  Straße Gesamt (3) = Männer (2)/Frauen (1)
- Reiten
  -  Dressur Gesamt (2) = Offen (2)
  -  Springen Gesamt (2) = Offen (2)
  -  Vielseitigkeit Gesamt (2) = Offen (2)
- Ringen
  -  Freistil Gesamt (10) = Männer (10)
  -  Griechisch-römisch Gesamt (10) = Männer (10)
- Rudern Gesamt (14) = Männer (8)/Frauen (6)
- Schießen Gesamt (13) = Männer (8)/Frauen (4)/Offen (1)
- Schwimmsport
  -  Schwimmen Gesamt (31) = Männer (16)/Frauen (15)
  -  Synchronschwimmen Gesamt (2) = Frauen (2)
  -  Wasserball Gesamt (1) = Männer (1)
  -  Wasserspringen Gesamt (4) = Männer (2)/Frauen (2)
- Segeln Gesamt (10) = Männer (3)/Frauen (3)/Offen (4)
- Tennis Gesamt (4) = Männer (2)/Frauen (2)
- Tischtennis Gesamt (4) = Männer (2)/Frauen (2)
- Turnsport
  -  Kunstturnen Gesamt (14) = Männer (8)/Frauen (6)
  -  Rhythmische Sportgymnastik Gesamt (1) = Frauen (1)
- Volleyball Gesamt (2) = Männer (1)/Frauen (1)

Anzahl der Wettkämpfe in Klammern

### Zeitplan
| Zeitplan                  | Zeitplan                   | Zeitplan | Zeitplan | Zeitplan | Zeitplan | Zeitplan | Zeitplan | Zeitplan | Zeitplan | Zeitplan | Zeitplan | Zeitplan | Zeitplan | Zeitplan | Zeitplan | Zeitplan | Zeitplan | Zeitplan | Zeitplan           |
| Disziplin                 | Disziplin                  | Fr. 24.  | Sa. 25.  | So. 26.  | Mo. 27.  | Di. 28.  | Mi. 29.  | Do. 30.  | Fr. 31.  | Sa. 1.   | So. 2.   | Mo. 3.   | Di. 4.   | Mi. 5.   | Do. 6.   | Fr. 7.   | Sa. 8.   | So. 9.   | Ent- schei- dungen |
| Disziplin                 | Disziplin                  | Juli     | Juli     | Juli     | Juli     | Juli     | Juli     | Juli     | Juli     | August   | August   | August   | August   | August   | August   | August   | August   | August   | Ent- schei- dungen |
| ------------------------- | -------------------------- | -------- | -------- | -------- | -------- | -------- | -------- | -------- | -------- | -------- | -------- | -------- | -------- | -------- | -------- | -------- | -------- | -------- | ------------------ |
| Eröffnungsfeier           |                            |          |          |          |          |          |          |          |          |          |          |          |          |          |          |          |          |          |                    |
| Badminton                 | Badminton                  |          |          |          |          |          |          |          |          |          |          |          | 4        |          |          |          |          |          | 4                  |
| Baseball                  | Baseball                   |          |          |          |          |          |          |          |          |          |          |          |          | 1        |          |          |          |          | 1                  |
| Basketball                | Basketball                 |          |          |          |          |          |          |          |          |          |          |          |          |          |          | 1        | 1        |          | 2                  |
| Bogenschießen             | Bogenschießen              |          |          |          |          |          |          |          |          |          | 1        | 1        | 2        |          |          |          |          |          | 4                  |
| Boxen                     | Boxen                      |          |          |          |          |          |          |          |          |          |          |          |          |          |          |          | 6        | 6        | 12                 |
| Fechten                   | Fechten                    |          |          |          |          |          |          | 1        | 1        | 1        | 1        |          | 1        | 1        | 1        | 1        |          |          | 8                  |
| Fußball                   | Fußball                    |          |          |          |          |          |          |          |          |          |          |          |          |          |          |          | 1        |          | 1                  |
| Gewichtheben              | Gewichtheben               |          |          | 1        | 1        | 1        | 1        | 1        |          | 1        | 1        | 2        | 1        |          |          |          |          |          | 10                 |
| Handball                  | Handball                   |          |          |          |          |          |          |          |          |          |          |          |          |          |          |          | 2        |          | 2                  |
| Hockey                    | Hockey                     |          |          |          |          |          |          |          |          |          |          |          |          |          |          | 1        | 1        |          | 2                  |
| Judo                      | Judo                       |          |          |          | 2        | 2        | 2        | 2        | 2        | 2        | 2        |          |          |          |          |          |          |          | 14                 |
| Kanusport                 | Kanurennsport              |          |          |          |          |          |          |          |          |          |          |          |          |          |          |          | 6        | 6        | 12                 |
| Kanusport                 | Kanuslalom                 |          |          |          |          |          |          |          |          | 2        | 2        |          |          |          |          |          |          |          | 4                  |
| Leichtathletik            | Leichtathletik             |          |          |          |          |          |          |          | 2        | 4        | 4        | 6        |          | 5        | 6        | 6        | 9        | 1        | 43                 |
| Moderner Fünfkampf        | Moderner Fünfkampf         |          |          |          |          |          | 2        |          |          |          |          |          |          |          |          |          |          |          | 2                  |
| Radsport                  | Bahn                       |          |          |          | 1        |          | 1        |          | 5        |          |          |          |          |          |          |          |          |          | 7                  |
| Radsport                  | Straße                     |          |          | 2        |          |          |          |          |          |          | 1        |          |          |          |          |          |          |          | 3                  |
| Reitsport                 | Dressur                    |          |          |          |          |          |          |          |          |          | 1        |          |          | 1        |          |          |          |          | 2                  |
| Reitsport                 | Springen                   |          |          |          |          |          |          |          |          |          |          |          | 1        |          |          |          |          | 1        | 2                  |
| Reitsport                 | Vielseitigkeit             |          |          |          |          |          |          | 2        |          |          |          |          |          |          |          |          |          |          | 2                  |
| Ringen                    | Freistil                   |          |          |          |          |          |          |          |          |          |          |          |          | 3        | 3        | 4        |          |          | 10                 |
| Ringen                    | Griech.-röm.               |          |          |          |          | 3        | 3        | 4        |          |          |          |          |          |          |          |          |          |          | 10                 |
| Rudern                    | Rudern                     |          |          |          |          |          |          |          |          | 7        | 6        |          |          |          |          |          |          |          | 13                 |
| Schießen                  | Schießen                   |          |          | 2        | 2        | 2        | 1        | 2        | 1        | 2        | 1        |          |          |          |          |          |          |          | 13                 |
| Schwimm-sport             | Schwimmen                  |          |          | 4        | 5        | 5        | 5        | 6        | 6        |          |          |          |          |          |          |          |          |          | 31                 |
| Schwimm-sport             | Synchron-schwimmen         |          |          |          |          |          |          |          |          |          |          |          |          |          | 1        | 1        |          |          | 2                  |
| Schwimm-sport             | Wasserball                 |          |          |          |          |          |          |          |          |          |          |          |          |          |          |          |          | 1        | 1                  |
| Schwimm-sport             | Wasserspringen             |          |          |          | 1        |          | 1        |          |          |          | 1        | 1        |          |          |          |          |          |          | 4                  |
| Segeln                    | Segeln                     |          |          |          |          |          |          |          |          |          | 2        | 7        | 1        |          |          |          |          |          | 10                 |
| Tennis                    | Tennis                     |          |          |          |          |          |          |          |          |          |          |          |          |          |          | 2        | 2        |          | 4                  |
| Tischtennis               | Tischtennis                |          |          |          |          |          |          |          |          |          |          | 1        | 1        | 1        | 1        |          |          |          | 4                  |
| Turnsport                 | Kunstturnen                |          |          |          |          | 1        | 1        | 1        | 1        | 4        | 6        |          |          |          |          |          |          |          | 14                 |
| Turnsport                 | Rhythmische Sportgymnastik |          |          |          |          |          |          |          |          |          |          |          |          |          |          |          | 1        |          | 1                  |
| Volleyball                | Volleyball                 |          |          |          |          |          |          |          |          |          |          |          |          |          |          |          | 1        | 1        | 2                  |
| Schlussfeier              |                            |          |          |          |          |          |          |          |          |          |          |          |          |          |          |          |          |          |                    |
| Demonstrationswettbewerbe |                            |          |          |          |          |          |          |          |          |          |          |          |          |          |          |          |          |          |                    |
| Pelota                    | Pelota                     |          |          |          |          |          |          |          |          |          |          |          | 4        | 4        |          |          |          |          |                    |
| Rollhockey                | Rollhockey                 |          |          |          |          |          |          |          |          |          |          |          |          |          |          | 1        |          |          |                    |
| Rollstuhl-Leichtathletik  | Rollstuhl-Leichtathletik   |          |          |          |          |          |          |          |          |          | 2        |          |          |          |          |          |          |          |                    |
| Taekwondo                 | Taekwondo                  |          |          |          |          |          |          |          |          |          |          | 6        | 6        | 4        |          |          |          |          |                    |
| Entscheidungen            | Entscheidungen             |          |          | 9        | 12       | 14       | 17       | 19       | 18       | 23       | 29       | 18       | 11       | 12       | 12       | 22       | 30       | 10       | 256                |
|                           |                            | Fr. 24.  | Sa. 25.  | So. 26.  | Mo. 27.  | Di. 28.  | Mi. 29.  | Do. 30.  | Fr. 31.  | Sa. 1.   | So. 2.   | Mo. 3.   | Di. 4.   | Mi. 5.   | Do. 6.   | Fr. 7.   | Sa. 8.   | So. 9.   |                    |
| Juli                      | Juli                       | Juli     | Juli     | Juli     | Juli     | Juli     | Juli     | August   | August   | August   | August   | August   | August   | August   | August   | August   |          |          |                    |

Farblegende

## Wettbewerbe

### Badminton
Die beiden ersten Goldmedaillen im Badminton bei Olympischen Spielen gingen nach Indonesien. Susi Susanti bei den Damen und Alan Budikusuma bei den Herren wurden als Olympiasieger geehrt und waren damit die ersten Goldmedaillengewinner ihres Landes. Die Medaillen blieben überdies in der Familie, da die beiden nach den Spielen zusammenzogen und später heirateten. Die Konkurrenzen im Doppel bei den Frauen und bei den Männern gewannen jeweils südkoreanische Athleten.

### Baseball
Obwohl Baseball als eine der US-amerikanischen Volkssportarten gilt, stand das Team der USA, das sich ausschließlich aus Spielern von Universitätsmannschaften rekrutierte, nicht auf dem Siegerpodest. Nach den Vorrundenspielen, in denen alle acht qualifizierten Mannschaften jeweils gegeneinander antreten mussten, trafen die Amerikaner im Halbfinale auf die Vertretung des späteren Olympiasiegers aus Kuba. Dort unterlag man deutlich mit 1:6. Auch das Spiel um die Bronzemedaille gegen Japan verlor das US-Team. Als Ursache für das schlechte Abschneiden wurde die Weigerung der US-Proficlubs gesehen, ihre Saison zu unterbrechen und die besten Profis abzustellen.

### Basketball

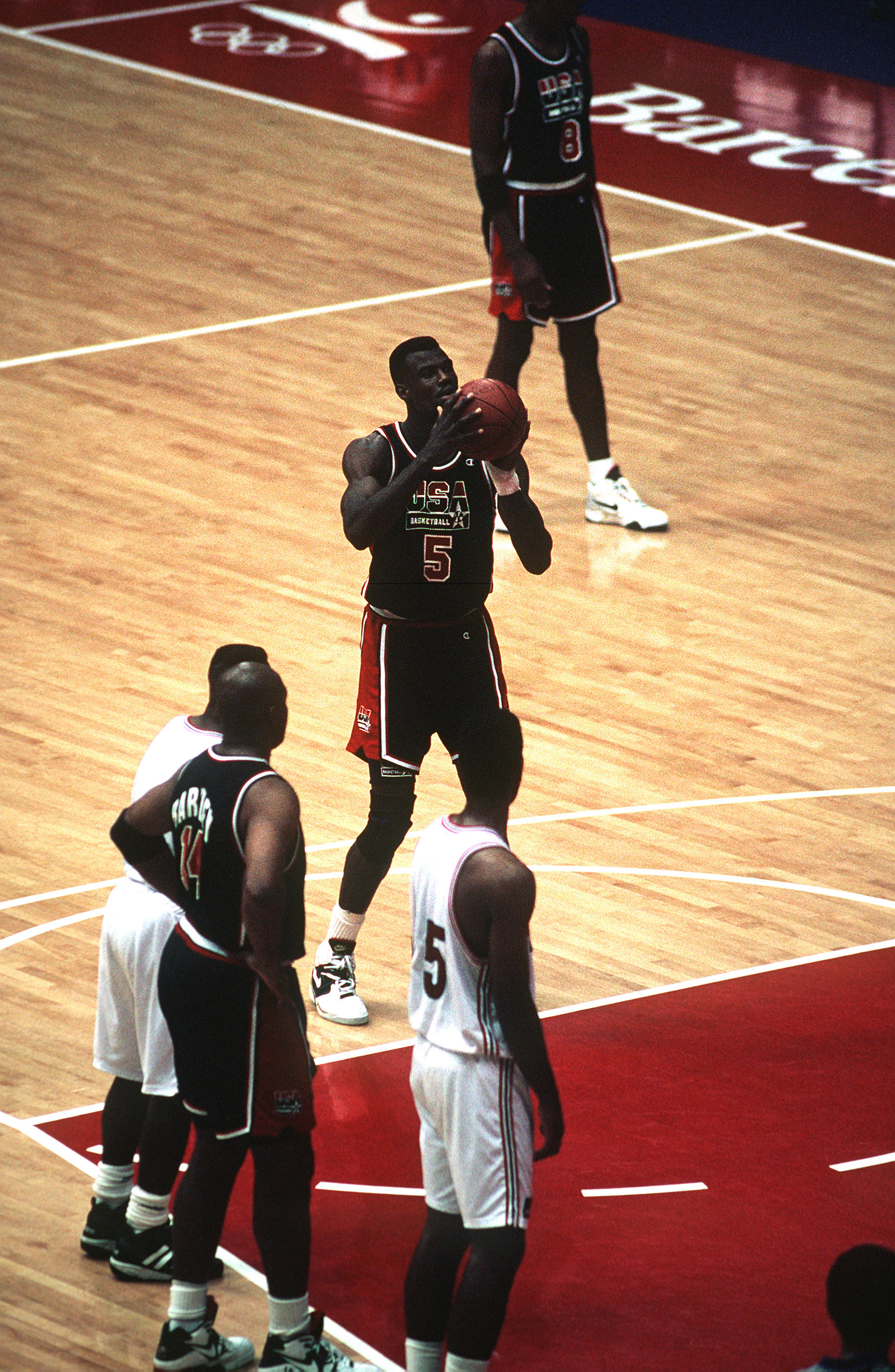
Das Dream Team im Basketball bei den Olympischen Spielen in Barcelona

Einer der Höhepunkte der Spiele von Barcelona war das „Dream Team“, die Auswahl der besten amerikanischen NBA-Profis, die zum ersten Mal zu den Spielen zugelassen wurden. In der Mannschaft standen unter anderem Magic Johnson, Michael Jordan und Larry Bird. Alle Spiele der Amerikaner waren ausverkauft und in den fünf Vorrundenspielen wurden die Gegner im Schnitt um 40 bis 50 Punkte distanziert. Auch Viertel- und Halbfinale wurde souverän gemeistert, wobei das Team kein einziges Mal in Rückstand lag. Nur die Kroaten schafften es im Endspiel, kurzzeitig mit 25:23 zu führen, doch auch sie wurden am Ende mit 117:85 deutlich in die Schranken gewiesen. Die Bronzemedaille gewann Litauen, das das „Vereinte Team“ mit 82:78 bezwang.
Was ihre männlichen Kollegen erreichten, blieb den amerikanischen Basketballspielerinnen versagt. Sie unterlagen im Halbfinale der Auswahl der GUS mit 73:79 und spielten gegen Kuba nur noch um Bronze, das die Auswahl mit 88:74 gewann. Olympiasieger wurde das „Vereinte Team“ mit einem 77:66 über China.

### Bogenschießen
Von den hohen Favoriten bei den Wettkämpfen im Bogenschießen aus Südkorea, die bei den Spielen in der Heimat vier Jahre zuvor noch drei der vier Goldmedaillen gewinnen konnten, überzeugten in Barcelona nur die Frauen. Sie wurden Mannschaftsolympiasieger und erreichten im Einzel durch Cho Youn-jeong und Kim Soo-nyung einen Doppelsieg.
Die südkoreanischen Männer schieden im Teamwettbewerb bereits im Viertelfinale gegen Frankreich aus. Im Einzel reichte es zu Silber für Chung Jae-hun hinter dem Franzosen Sébastien Flute. Den Teamwettbewerb gewann die gastgebende Mannschaft aus Spanien vor den Vertretungen aus Finnland und dem Vereinigten Königreich.

### Boxen
Nachdem Kuba die Spiele von Los Angeles und Seoul boykottiert hatte, konnten in Barcelona auch die hochfavorisierten Boxer von der Karibikinsel wieder in das olympische Geschehen eingreifen, wobei sie den Erwartungen vollauf gerecht wurden. In den zwölf Gewichtsklassen im Boxturnier gewannen sie sieben Goldmedaillen, zwei weitere Kubaner erreichten ebenfalls das Siegerpodest. Unter den Olympiasiegern war auch Félix Savón im Schwergewicht bis 91 kg, der in Barcelona die erste von insgesamt drei Goldmedaillen in seiner Karriere gewann.
Auch die deutsche Mannschaft konnte sehr zufrieden sein. Während die sieggewohnten Boxer aus der ehemaligen Sowjetunion leer ausgingen, gewannen die Deutschen durch Andreas Tews aus Schwerin im Federgewicht bis 57 kg und durch Torsten May im Halbschwergewicht bis 81 kg jeweils die Goldmedaille. Im Halbfliegengewicht bis 48 kg kam es zu einem Skandal. Weltmeister Eric Griffin aus den USA war im Achtelfinalkampf gegen Lozano aus Spanien überlegen, auch die meisten Punktrichter waren dieser Ansicht. Trotzdem gab die Punktmaschine, die gerade wegen der Skandalurteile in Seoul neu eingeführt wurde, als Ergebnis 6:5 für den Spanier aus. Ein Protest des amerikanischen Verbandes wurde jedoch abgewiesen.

### Fechten

Das Gedenkblatt der Deutschen Bundespost anlässlich der ersten Spiele nach der Wiedervereinigung

Bei den Fechtduellen im Palau de la Metal-lurgia am Aufgang zum Montjuic nahmen die italienischen Fechterinnen den Platz der Damen aus Tauberbischofsheim ein, die im Einzel leer ausgingen und sich in der Mannschaft mit Silber begnügen mussten. Die Italienerinnen konnten zwar keinen Dreifacherfolg wie die deutschen Florettfechterinnen vier Jahre zuvor verbuchen, aber sie gewannen zweimal Gold, im Einzelwettbewerb durch Giovanna Trillini und durch die Mannschaft.
Bei den Männern war Frankreich die erfolgreichste Nation. Die Franzosen gewannen zwei Goldmedaillen im Einzel durch Philippe Omnès mit dem Florett und durch Éric Srecki mit dem Degen. Dazu kamen noch zwei dritte Plätze mit dem Degen und dem Säbel, sowie ebenfalls einer Bronzemedaille für die Säbelmannschaft. Die deutschen Herren, die in den Einzelkonkurrenzen noch enttäuscht hatten, rehabilitierten sich mit zwei Mannschaftsolympiasiegen mit dem Florett und dem Degen.

### Fußball
Das olympische Fußballturnier, das bis 1992 nur für Männermannschaften ausgerichtet wurde, stand ganz im Zeichen der Gastgeber aus Spanien. Sie gewannen ihre Vorrundengruppe souverän und hatten auch nach Viertel- und Halbfinale noch kein Gegentor kassiert. Im Endspiel gegen Polen lag man zur Halbzeit jedoch durch ein Tor von Wojciech Kowalczyk mit 0:1 zurück. Nach dem Seitenwechsel glichen die Spanier nach 15 Minuten aus und gingen weitere fünf Minuten später durch Quico in Führung. Polen konnte noch einmal zum 2:2 ausgleichen, doch erneut war es Quico, der in der Schlussminute das entscheidende 3:2 erzielte.
Im Vorfeld der Spiele hatte es Diskussionen um die von der FIFA durchgesetzte Altersbegrenzung auf 23 Jahre gegeben, die das IOC nicht mittragen wollte. Letztendlich setzte sich aber der Fußballweltverband durch, der um den Marktwert seiner Fußball-WM fürchtete und mit dem IOC nicht teilen wollte.

### Gewichtheben
Die meisten der zehn Gewichtsklassen im Gewichtheben wurden von Athleten aus der ehemaligen Sowjetunion dominiert. Das Vereinte Team gewann fünfmal Gold und viermal Silber. Eigentlich kam zu dieser Aufzählung noch eine Bronzemedaille hinzu, doch die Siegerehrung im Leichtschwergewicht endete mit einem Skandal. Ibragim Samadow warf die ihm verliehene Bronzemedaille achtlos auf den Boden und lief noch vor dem Abspielen der griechischen Hymne für den Sieger Pyrros Dimas aus der Halle. Er wurde daraufhin vom IOC disqualifiziert und vom Weltverband lebenslang gesperrt. Im Superschwergewicht über 100 kg konnte Aljaksandr Kurlowitsch seinen Olympiasieg von Seoul 1988 wiederholen. Er siegte mit einer Last von 450 kg vor dem Olympiasieger von Moskau 1980 und belarussischen Landsmann Leanid Taranenka, der wie er für das Vereinte Team startete.

### Handball
Im Handballturnier der Männer traten zwölf Mannschaften, aufgeteilt in zwei Vorrundengruppen im Modus jeder gegen jeden an. Hier kristallisierten sich die Teams aus Schweden und dem Vereinten Team als die Favoriten heraus. Beide Mannschaften absolvierten die Gruppenspiele verlustpunktfrei und setzten sich auch in den Halbfinalspielen klar durch. Das Endspiel gewann das Vereinte Team mit 22:20. Beim Turnier der Damen, bei dem acht Mannschaften zugelassen waren, gewann die Auswahl von Südkorea die Goldmedaille. Sie schlug im Finale Norwegen klar mit 28:21.

### Hockey
Beim Hockeyturnier in Terrassa spielten bei den Herren zwölf Mannschaften in zwei Vorrundengruppen im Modus jeder gegen jeden. Die beiden Gruppenersten zogen in das Halbfinale ein. Dort besiegte das deutsche Team Pakistan mit 2:1 nach Verlängerung und im anderen Match schaffte Australien mit einem 3:2 über die niederländische Auswahl den Einzug ins Endspiel. Im Finale setzte sich die deutsche Mannschaft um Libero Carsten Fischer mit 2:1 durch zwei Tore von Michael Hilgers gegen die Männer vom fünften Kontinent durch. Beinahe hätte es für den deutschen Verband die Maximalausbeute gegeben, denn die Damen unterlagen im Endspiel den Gastgeberinnen aus Spanien nur durch ein Tor in der Verlängerung mit 1:2.

### Judo
Die weiblichen Judoka feierten im Palau Blaugrana ihre olympische Premiere. Während für die Gastgeberinnen das Judoturnier mit zwei Goldmedaillen durch Almudena Muñoz im Halbleichtgewicht und Míriam Blasco im Leichtgewicht sehr erfolgreich verlief, mussten sich die Damen aus Japan, dem Mutterland des Judo, mit zwei Silber- und zwei Bronzemedaillen zufriedengeben. Auch die Französinnen konnten durch Cécile Nowak im Superleichtgewicht und Catherine Fleury-Vachon im Halbmittelgewicht zweimal Gold erringen.
Im Turnier der Männer waren die Japaner erfolgreicher, sie gewannen zweimal Gold, einmal Silber und zweimal Bronze. Jedoch das für sie wichtigste Gold, der Titel im Schwergewicht, blieb ihnen verwehrt. Hier unterlag Naoya Ogawa im Finale dem 20 kg leichteren Georgier Dawit Chachaleschwili nach einer Kampfzeit von 1:04 min durch Ippon.

### Kanu
Die schnellsten Boote bei den Kanurennen auf der neuen Regattastrecke in Castelldefels waren pink lackiert. In den zwölf ausgetragenen Wettbewerben nahmen die deutschen Starter die Hälfte der Goldmedaillen mit nach Hause. Zwei Olympiasiege gab es dabei im Zweier-Kajak über 500 und 1000 Meter für Kay Bluhm und Torsten Gutsche aus Berlin, die auf der längeren Strecke ihren Verfolgern zur Halbzeit bereits drei Sekunden enteilt waren aber im Ziel nur noch knapp vor dem schwedischen Boot lagen. Auch der deutsche Kajak-Vierer gewann Gold und verwies die Boote aus Ungarn und Australien auf die Plätze. In den Einerkonkurrenzen im Kajak konnten sich der Finne Mikko Kolehmainen über 500 Meter und der Australier Clint Robinson über 1000 Meter die Goldmedaillen sichern.
Bei den Damen konnte Birgit Schmidt, die besser unter ihrem Geburtsnamen Fischer bekannt ist, ihren Olympiasieg von Moskau zwölf Jahre zuvor im Einer-Kajak wiederholen. Zusammen mit Katrin Borchert und den Olympiasiegerinnen im Zweier, Ramona Portwich und Anke von Seck, gewann sie auch Silber im Vierer. Sie mussten sich nur dem ungarischen Boot knapp geschlagen geben.
In den Rennen im Canadier, in denen die Athleten in ihren Booten knien, war der Bulgare Nikolaj Buchalow der überragende Teilnehmer. Er gewann beide Goldmedaillen über 500 und 1000 Meter. Im Zweier-Canadier siegten über die kürzere Strecke die relativ unbekannten Belarussen Aljaksandr Massjajkou und Dsmitryj Douhaljonok vor den beiden deutschen Ulrich Papke und Ingo Spelly, die ihrerseits tags darauf den Olympiasieg über 1000 Meter feiern konnten.
Nachdem Kanuslalom letztmals in München 1972 im olympischen Programm gestanden hatte, durften sich die Athleten auf den neugebauten Slalomstrecke in La Seu d’Urgell in vier Bootsklassen beweisen. Die Medaillen gingen dabei allesamt an unterschiedliche Nationen. Den Einer-Kajak der Männer gewann der Italiener Pierpaolo Ferrazzi, bei den Damen siegte während eines heftigen Gewitters Elisabeth Micheler aus Augsburg. Olympiasieger im Canadier-Einer wurde Lukáš Pollert aus der ČSFR und im Canadier-Zweier siegte das Boot aus den USA.

### Leichtathletik
Die Leichtathletikwettbewerbe im Olympiastadion sahen über die Sprintstrecken eine klare US-amerikanische Dominanz – außer über die 100 Meter. Während die 200 und die 400 Meter, sowie die beiden Staffeln von den Athleten aus den USA gewonnen wurden, setzte sich über die 100 Meter der britische Europarekordler Linford Christie durch. In Abwesenheit von Titelverteidiger, Weltmeister und Weltrekordler Carl Lewis verwies Christie – mit 9,96 s als Einziger im Finale unter der 10-Sekunden-Marke – Frank Fredericks (Namibia) und Dennis Mitchell (USA) auf die Plätze.
Auf den Mittel- und Langstrecken brachen europäische Läufer die Dominanz der afrikanischen Läufer. Konnte Kenia über die 800 Meter noch einen Doppelsieg feiern, siegte über die 1500 Meter Fermín Cacho aus dem Land des Gastgebers. Im 5000-Meter-Lauf profitierte der Deutsche Dieter Baumann vom moderaten Renntempo in einem überwiegend taktisch geprägten Rennen, bei dem er sich auf den letzten 200 Metern als der Stärkste einer bis dato fünfköpfigen Spitzengruppe erwies. Der Ausgang des 10.000-Meter-Laufs wurde von Unmutsbekenntnissen des Publikums begleitet. Dem war ein Rennen vorausgegangen, bei dem acht Runden vor Schluss mit Khalid Skah aus Marokko und Richard Chelimo aus Kenia nur noch zwei Läufer für den Olympiasieg in Frage kamen. Kurz bevor das Zweiergespann bei 8800 Metern Skahs Landsmann Hammou Boutayeb überrundete, hatte der Marokkaner seinem kenianischen Widersacher die Spitzenposition überlassen. Chelimo wurde anschließend behindert, als sich der bereits überrundete Boutayeb zweimal für jeweils kurze Zeit wieder vor das Führungsduo setzte und das Tempo drosselte. Erst der Versuch eines Wettkampfrichters, den Marokkaner von der Bahn zu ziehen, beendete diese Aktionen. Chelimo verlor anschließend den Zielsprint mit dem als spurtstark geltenden Skah, was das Publikum mit Pfiffen quittierte. Beide Marokkaner wurden nach dem Rennen disqualifiziert. Während Boutayeb wegen Behinderung des Kenianers disqualifiziert wurde, wurde Skah der Olympiasieg wegen verbotener Unterstützung durch seinen Landsmann aberkannt. Am nächsten Tag wurde die Entscheidung gegen Skah nach einem Protest der marokkanischen Mannschaft wieder aufgehoben, da Absprachen zwischen beiden Läufern nicht nachgewiesen werden konnten. Boutayebs Disqualifikation blieb hingegen bestehen.
Über die 400 Meter Hürden siegte der US-Amerikaner Kevin Young in neuer Weltrekordzeit 46,78 s, womit er die neun Jahre alte Bestmarke von Edwin Moses um 24 Hundertstelsekunden unterbot. Young absolvierte diese Strecke als erster Mensch unter 47 Sekunden trotz eines Tritts in die letzte Hürde. Während den Hürdensprint über 110 Meter der Kanadier Mark McKoy für sich entschied, errangen die kenianischen Läufer im 3000-Meter-Hindernislauf einen Dreifachsieg.
Da Carl Lewis sich bei den US-Vorausscheidungen nicht für die Sprintstrecken qualifizieren konnte, trat er lediglich zum Duell gegen seinen Landsmann und Weltrekordhalter Mike Powell im Weitsprung an. Nachdem ihm bereits in der Qualifikation mit 8,68 m die beste Weite aller Teilnehmer gelungen war, sprang Lewis im ersten Finaldurchgang 8,67 m, was dem US-Amerikaner das dritte olympische Weitsprunggold in Serie einbrachte. Weltmeister Powell kam in den folgenden Versuchen nur bis auf drei Zentimeter an diese Weite heran und gewann wie schon vier Jahre zuvor in Seoul Silber. Eine zweite Goldmedaille bekam Carl Lewis als Mitglied der 4-mal-100-Meter-Staffel. Da sich der ursprünglich vorgesehene Mark Witherspoon im Halbfinale über 100 Meter verletzte, kam Carl Lewis als Ersatzmann doch noch in die Staffel und holte zusammen mit Michael Marsh, Leroy Burrell und Dennis Mitchell Gold in der Weltrekordzeit von 37,40 s.
Olympiasieger im Dreisprung wurde Mike Conley aus den USA, der nach seinen beiden Silbermedaillen bei den Olympischen Spielen 1984 und den Weltmeisterschaften 1987 erstmals einen großen Titel feiern konnte. Seine Siegesweite von 18,17 m wurde ihm wegen minimal unzulässiger Windunterstützung von 2,1 m/s nicht als regulär anerkannt, womit ihm ein neuer Weltrekord verwehrt blieb und er nicht der erste offizielle 18-Meter-Springer wurde. Bei der Hochsprungkonkurrenz kam es zu einem Novum. Da fünf Springer die Höhe von 2,34 m übersprungen hatten, wurde bei der Vergabe der Medaillen die Anzahl der Fehlversuche herangezogen. Hier war der Kubaner Javier Sotomayor im Vorteil, der Gold vor dem Schweden Patrik Sjöberg gewann und drei anderen Athleten, die alle mit Bronze ausgezeichnet wurden.
Olympiasieger im Stabhochsprung wurde der Russe Maxim Tarassow mit übersprungenen 5,80 m. Serhij Bubka, Titelverteidiger, Weltrekordler und dreifacher Weltmeister, wählte wie bei seinen früheren Wettkämpfen üblich seine Einstiegshöhe mit 5,70 m, scheiterte aber zweimal daran. Daraufhin ließ er den dritten Versuch aus und sparte ihn sich für die 5,75 m auf. Doch auch an dieser Höhe scheiterte er und schied somit ohne einen gültigen Versuch aus der Konkurrenz aus.
Auch im Kugelstoßen waren US-amerikanische Sportler vorne. Mike Stulce gewann überlegen mit 74 Zentimetern Unterschied vor seinem Landsmann Jim Doehring. Der dreimalige Weltmeister und Bronzemedaillengewinner von Seoul Werner Günthör aus der Schweiz belegte mit drei Zentimetern hinter Wjatscheslaw Lycho vom Vereinten Team den vierten Platz. Im Hammerwurf und in der Diskuskonkurrenz dominierten die Werfer aus der ehemaligen Sowjetunion. Während mit dem Diskus der Litauer Romas Ubartas mit 65,12 m Olympiasieger wurde, gab es bei den Hammerwerfern einen Dreifacherfolg der Athleten aus dem Vereinten Team. Der weiteste Wurf mit dem Speer gelang Jan Železný aus der Mannschaft der ČSFR. Er gewann mit einer olympischen Rekordweite von 89,66 m vor dem Finnen Seppo Räty und dem britischen Weltrekordhalter Steve Backley.
Der König der Athleten, wie der Sieger im Zehnkampf genannt wird, kam ebenfalls aus der ČSFR. Robert Změlík stand nach zwei Tagen auf Platz eins vor dem Spanier Antonio Peñalver und dem von Experten und Fernsehreportern als erster Kandidat auf Gold gehandelten Dave Johnson aus den USA. Nachdem die ersten Disziplinen für Johnson relativ schwach verlaufen waren, erzielte er beim Kugelstoßen Bestleistung. Johnson hatte nach den ersten beiden übertretenen Versuchen auch den dritten Stoß als ungültig angezeigt bekommen. Auf Intervention des Oberkampfrichters durfte er jedoch den dritten Versuch wiederholen. Was den Oberkampfrichter bewog, Johnson einen vierten Versuch zuzugestehen, konnte nie geklärt werden, auch alle Proteste wurden zurückgewiesen.
Die letzten Medaillen der Spiele von Barcelona wurden im Marathonlauf der Männer vergeben. Auf der Strecke mit dem Anstieg zum Ziel im Olympiastadion siegte der 22-jährige Südkoreaner Hwang Young-cho in einer Zeit von 2:13:23 h vor dem Japaner Kōichi Morishita und Stephan Freigang aus Cottbus. Freigang lief als Drittplatzierter ins Stadion ein und wurde kurz danach von einem weiteren Japaner überholt, der wiederum von Freigang kurz vor dem Ziel überspurtet wurde.
Die US-Amerikanerin Gail Devers, gewann Gold über 100 Meter nach Zielfotoentscheid vor Juliet Cuthbert aus Jamaika und der Russin Irina Priwalowa. Devers, die vor einigen Jahren wegen einer seltenen Schilddrüsenkrankheit um eine Fußamputation nur knapp herumgekommen war, galt bei Experten eigentlich als Favoritin für die 100 Meter Hürden. Dort strauchelte sie klar in Führung liegend an der letzten Hürde und stürzte als Fünfte ins Ziel, während die Griechin Paraskevi Patoulidou den Olympiasieg errang. Durch den Sturz verletzte sich Gail Devers, sodass sie auf die 4-mal-100-Meter-Staffel verzichten musste, die in 42,11 s zu Gold sprintete. In der Siegerstaffel stand auch Gwen Torrence, die vorher schon die 200 Meter gewonnen hatte.
Über 1500 Meter der Frauen feierte Algerien seinen ersten Olympiasieg durch Hassiba Boulmerka, die in ihrer Heimat von islamischen Fundamentalisten kritisiert wurde, weil sie aus deren Sicht zu freizügig angezogen lief. Mit Derartu Tulu aus Äthiopien gewann eine weitere Afrikanerin eine Goldmedaille. Sie konnte die 10.000 Meter für sich entscheiden. Im Marathonlauf durch die Straßen von Barcelona gewann Walentina Jegorowa vom Vereinten Team knapp vor der Japanerin Yūko Arimori. Die viertplatzierte Teamkollegin der Siegerin war einer der fünf Dopingfälle von Barcelona, da sie der Einnahme des verbotenen Mittels Norephedrin überführt und gesperrt wurde.
Die Sprungdisziplinen bei den Frauen wurden von deutschen Athletinnen dominiert. Während im Weitsprung Heike Drechsler mit 7,14 m zwei Zentimeter vor der zweitplatzierten Inessa Krawez aus der Vereinten Mannschaft blieb, siegte Heike Henkel mit übersprungenen 2,02 m vor der damals noch für Rumänien startenden Alina Astafei, die die 2,00 m schaffte. Zweimal Edelmetall konnte die wiedervereinte deutsche Mannschaft im Speerwurf feiern. Neben Olympiasiegerin Silke Renk erreichte Karen Forkel die Bronzemedaille. Jackie Joyner-Kersee aus den USA erzielte ihren zweiten Olympiasieg in Folge im Siebenkampf. Mit 7044 Punkten distanzierte die Weltrekordlerin die gesamte Konkurrenz deutlich einschließlich der nächstplatzierten Irina Belowa (Vereintes Team) und Sabine Braun (Deutschland).

### Moderner Fünfkampf
Eine der traditionsreichsten Sportarten bei Olympischen Spielen ist der Moderne Fünfkampf. Er wurde 1912 vom damaligen IOC-Präsidenten Pierre de Coubertin als Vielseitigkeitswettkampf für Offiziere ins Programm genommen. In Barcelona waren die polnischen Athleten die überragenden Teilnehmer in dieser Disziplin. Sie stellten nicht nur die Olympiasieger im Mannschaftswettbewerb, sondern mit Arkadiusz Skrzypaszek auch den Gewinner der Goldmedaille im Einzel. Er siegte nach Fechten, Schwimmen über 300 m, Schießen mit der Sportpistole, dem Geländelauf über 4000 Meter und der Prüfung im Springreiten mit einem Vorsprung von 113 Punkten vor dem Ungarn Attila Mizsér.

### Radsport
Die Radsportwettbewerbe der Spiele von Barcelona begannen mit den Wettbewerben auf der Straße. Im Motodrom des Circuit de Catalunya befand sich das Ziel des 100-km-Mannschaftszeitfahrens, bei dem nach 25 km der italienische Vierer noch klar in Führung gelegen hatte. Doch zur Halbzeit verschärfte das deutsche Team auf seinen schwarzen FES-Zeitfahrrädern das Tempo und nach 100 km lagen sie genau eine Minute vor der Mannschaft aus Italien, die Silber gewann und weitere knapp drei Minuten vor dem französischen Vierer.
Am selben Tag wurde bei großer Hitze auch das Straßenrennen der Damen gestartet, bei dem 81 km in fünf Runden zu fahren waren. 15 km vor dem Ziel startete die Australierin Kathy Watt einen erfolgreichen Ausreißversuch. Sie gewann die Goldmedaille mit 20 s Vorsprung vor der Französin Jeannie Longo-Ciprelli und Monique Knol aus den Niederlanden, die die Titelverteidigerin in dieser Disziplin war.
Auf dem gleichen Kurs wie das Frauenrennen, aber über eine Distanz von 194,4 km, lief das Straßenrennen der Männer. Nach der neunten der zwölf 16,2 km langen Runden erfolgte ein Vorstoß einer neunköpfigen Ausreißergruppe, zu der 25 km vor dem Ziel noch Fabio Casartelli aus Italien und der Lette Dainis Ozols aufschließen konnten. Beide fuhren kurze Zeit später zusammen mit den Niederländer Erik Dekker erneut weg und sprinteten am Ziel um die Medaillen. Hier hatte Casartelli die größten Reserven und wurde vor Ozols und Dekker Olympiasieger. Drei Jahre später kam er bei einem Sturz bei der Tour de France ums Leben.
Die erste Goldmedaille im offenen Velòdrom d’Horta Miquel Poblet ging an die Gastgeber. José Moreno Periñan holte im 1000-Meter-Zeitfahren das erste Radsportgold für Spanien und distanzierte seine Gegner dabei um fast eine ganze Sekunde. In den Sprintwettbewerben siegte in den Finals bei den Damen die estnische Fahrerin Erika Salumäe mit 2:1 gegen Annett Neumann aus Cottbus. Salumäe gewann bereits 1988 Gold für die UdSSR, dieses Mal wurde allerdings die Flagge Estlands gehisst. Bei den Männern war die Entscheidung bereits nach zwei Durchgängen gefallen, als Jens Fiedler aus Berlin den Australier Gary Neiwand mit 2:0 bezwang.
Für den Briten Chris Boardman wurde vom Formel-1-Rennstall Lotus ein futuristisches Zeitfahrrad entwickelt, das er bei der Einzelverfolgung über 4000 Meter einsetzte. Im Finale holte er Jens Lehmann aus Leipzig in der letzten Runde ein und wurde überlegen Olympiasieger. Zwei Tage später gewann Lehmann mit dem deutschen Bahnvierer Gold in der Mannschaftsverfolgung vor den Teams aus Australien und Dänemark.

### Reiten
Außer im Mannschaftsspringen standen immer deutsche Reiter mit auf dem Siegerpodest bei den Reitwettbewerben in Barcelona.
In der Einzel-Dressurprüfung gingen alle Medaillen an Deutsche. Hier setzte sich Nicole Uphoff auf ihrem Pferd „Rembrandt“ klar gegen Isabell Werth auf „Gigolo“ und den in Polizeiuniform reitenden Klaus Balkenhol auf „Goldstern“ durch. Alle drei behielten auch als Mannschaft, noch ergänzt durch Monica Theodorescu auf „Grunox“, im Teamwettbewerb die Oberhand vor den Mannschaften der Niederlande und den USA.
Im Vielseitigkeitswettbewerb, der bei vorangegangenen Spielen meist schon am zweiten Tag nach dem Geländeritt entschieden war, musste erst das abschließende Springen für Klarheit und die Medaillenvergabe sorgen. So führte vor dem Springen die Mannschaft von Neuseeland vor den britischen Reitern und den Australiern. Kurz vor Beginn des abschließenden Wettbewerbs nahmen die Tierärzte das Pferd des Engländers Ian Stark aus gesundheitlichen Gründen aus dem Rennen. Dies hatte zur Folge, dass die britische Mannschaft auf Rang sechs zurückfiel. Am Ende gewannen die Reiter aus Australien die Goldmedaille, vor den Neuseeländern und der deutschen Mannschaft. Mit Matthew Ryan auf seinem Pferd „Kibah Tic Toc“ kam der Sieger der Einzelwertung ebenfalls aus Australien, vor dem Deutschen Herbert Blöcker auf „Feine Dame“ und dem Neuseeländer Blyth Tait, der das Pferd „Messiah“ ritt.
Der Mannschaftswettbewerb der Springreiter ergab für das Team aus Österreich mit Silber hinter den niederländischen Reitern die erste olympische Medaille im Springreiten überhaupt. Ursprünglich hätten die österreichischen Reiter um Hugo Simon auf „Apricot D“, Thomas Frühmann auf „Genius“, Boris Boor auf „Love me Tender“ und Jörg Münzner auf „Graf Grande“ wegen Aussichtslosigkeit gar nicht nach Barcelona geschickt werden sollen. Bei den deutschen Springreitern im Mannschaftswettbewerb stürzte Otto Becker an einem Hindernis, danach riss bei „Classic Touch“, dem Pferd von Ludger Beerbaum das Zaumzeug, sodass dieser absteigen musste und die Mannschaft dadurch auf den vorletzten Platz zurückfiel.
Im Einzelwettbewerb blieb Beerbaum jedoch als einziger in beiden Umläufen fehlerfrei und gewann somit Gold vor dem Niederländer Piet Raijmakers auf „Ratina Z“, dem ein Zeitfehler unterlief.

### Ringen

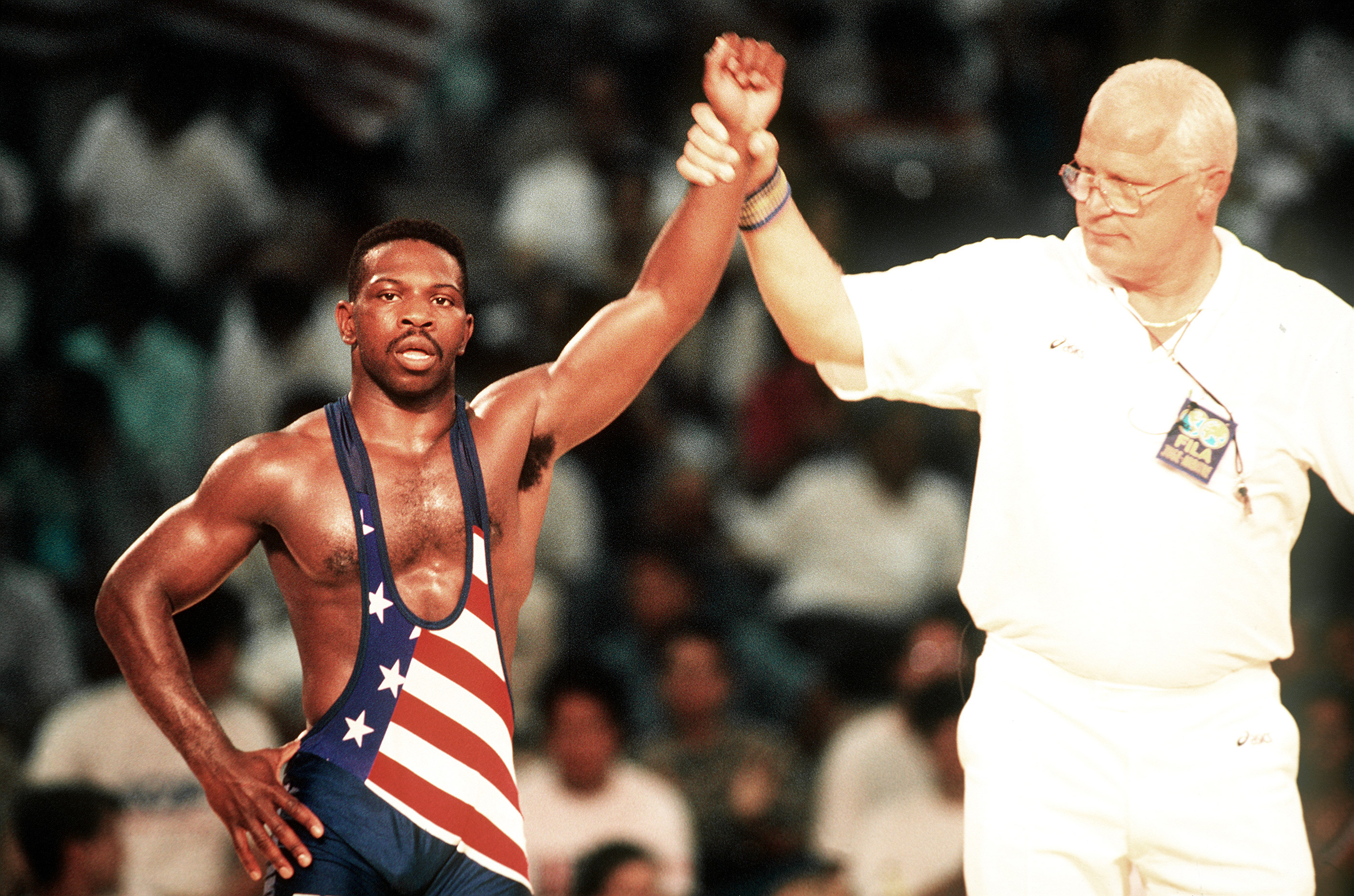
Rodney Smith USA, Bronze im Leichtgewicht

Bei den im INEFC am Montjuic ausgetragenen Ringerwettkämpfen in Barcelona fanden 20 Wettbewerbe statt, je zehn im Freistil und im griechisch-römischen Stil. Dabei erwiesen sich vor allem die Ringer aus den ehemaligen Sowjetrepubliken als die eifrigsten Medaillensammler. Im griechisch-römischen Stil gewannen sie in den zehn Gewichtsklassen neun Medaillen, darunter dreimal Gold, sowie sieben Medaillen im freien Stil mit ebenfalls drei Olympiasiegen. Darunter auch Alexander Karelin, der in Barcelona seine zweite Goldmedaille im griechisch-römischen Superschwergewicht nach 1988 holen konnte.
Auch das Ringerturnier blieb nicht ohne einen Skandal. Da man dem Russen Elmadi Schabrailow im Finale des Mittelgewichts im Freien Stil gegen den Amerikaner Kevin Jackson einen Punkt umstritten verweigert und er in der Verlängerung mit 0:1 verloren hatte, organisierten die Betreuer des Russen einen Sitzstreik auf der Matte. Am Urteil änderte dies nichts und bei der Siegerehrung ließ Schabrailow sich die Silbermedaille nicht umhängen.

### Rudern

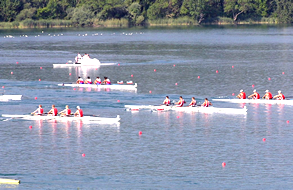
Ruderregatta am See von Banyoles

Auf dem See von Banyoles wurden im Rudern acht Wettbewerbe bei den Männern und sechs bei den Frauen ausgetragen. Im Einer konnte der damals noch für die DDR startende Olympiasieger von Seoul, Thomas Lange seinen Titel verteidigen. Der Brite Steven Redgrave errang in Banyoles seinen mittlerweile dritten Olympiasieg seit 1984. Er ließ zusammen mit Matthew Pinsent im Zweier ohne Steuermann die Boote aus Deutschland und Slowenien hinter sich. Gerade mit diesem deutschen Boot gab es im Mai vor den Spielen einen Vorfall. Colin von Ettingshausen und Peter Hoeltzenbein rammten während einer Regatta in Essen das Boot der kanadischen Favoritin im Einer Silken Laumann, die sich schwer verletzte. Sie konnte aber trotz fünf Operationen in den folgenden Wochen bei den Spielen an den Start gehen und die Bronzemedaille gewinnen. Im Doppelzweier der Männer erreichten die Österreicher Arnold Jonke und Christoph Zerbst die Silbermedaille hinter dem australischen Boot.
Bei den Achterrennen setzten die Verantwortlichen des Deutschen Ruderverbandes hauptsächlich auf die Olympiasieger von Seoul. Der Damenachter bestand zum Großteil aus der Besatzung des DDR-Siegerbootes vier Jahre zuvor, bei den Herren bildete das bundesdeutsche Team das Gerüst. Beide Boote konnten jedoch nicht an die ganz großen Erfolge von Südkorea anknüpfen und errangen die Bronzemedaille. Auch der Einsatz der „Hackebeile“ genannten neuartigen Ruderblätter im Endlauf konnte die Niederlage nicht verhindern. Es siegten jeweils die kanadischen Achter vor den Booten aus Rumänien.
Insgesamt erreichten bei den Männern die Ruderverbände aus Großbritannien, Australien und Deutschland je zwei, Rumänien und Kanada jeweils eine Goldmedaille. Bei den Frauen konnte Kanada mit drei Olympiasiegen im Gepäck als erfolgreichste Nation die Heimreise antreten, gefolgt von Deutschland mit zwei und Rumänien mit einer Goldmedaille.

### Schießen
Traditionell stellen die Schützen den ersten Olympiasieger jeder Spiele, dessen Siegerehrung meist vom IOC-Präsidenten persönlich vorgenommen wird. Somit konnte Juan Antonio Samaranch die erste Goldmedaille der südkoreanischen Gewehrschützin Soon Yeo-kab umhängen. Sie hatte sich im Finale mit dem Luftgewehr der Damen klar mit fast drei Ringen Unterschied gegen ihre Konkurrentinnen durchgesetzt.
Der zweite Schießwettbewerb auf der Schießanlage in Mollet endete mit einer Überraschung. Mit der Freien Pistole gewann der erst 16 Jahre alte Belarusse Konstantin Lukaschik, der für die Vereinigte Mannschaft an den Start gegangen war mit einem Ring Vorsprung vor Wang Yifu aus China, der auch Gold mit der Luftpistole gewann und dem ringgleichen Schweden Ragnar Skanåker, der zwanzig Jahre zuvor Olympiasieger bei den Spielen von München geworden war. Der Chinese gewann die Silbermedaille nur aufgrund des besseren Finalergebnisses.
Das erste Schützengold für die deutsche Mannschaft wurde mit der Schnellfeuerpistole errungen. Vier Jahre zuvor musste Ralf Schumann Gold noch dem Letten Afanasijs Kuzmins überlassen, der damals noch für die sowjetische Mannschaft an den Start gegangen war. In Barcelona wurde der Thüringer Olympiasieger und verwies den Letten auf den Silberrang, während Wladimir Wochmjanin Bronze gewann.
In Barcelona schossen die Teilnehmer im Wettbewerb Laufende Scheibe zum ersten Mal mit dem Luftgewehr auf eine Entfernung von 10 Metern. Vier Jahre vorher, in Seoul, wurde mit dem KK-Gewehr auf eine Wildschweinsilhouette in 50 Meter Entfernung geschossen. Nach einem Protest von Tierschützern änderte die ISSF die Disziplin. Olympiasieger wurde überraschend der Deutsche Michael Jakosits aus Homburg. Die erfolgreichste Schützin der Spiele von Barcelona kam aus Russland. Marina Logwinenko, die für die Vereinigte Mannschaft antrat, erreichte mit der Luftpistole und der Sportpistole jeweils die Goldmedaille.

### Schwimmen
Krisztina Egerszegi aus Ungarn trat bei drei Schwimmwettbewerben an, holte über 100 und 200 Meter Rücken und über 400 Meter Lagen dreimal Gold und war dadurch die erfolgreichste Athletin im Freibad auf dem Montjuïc. Dabei stellte sie auf den beiden Rückenstrecken jeweils olympische Rekorde auf. Nicole Haislett aus den USA bekam zwar auch drei Goldmedaillen, aber nach den Siegen über 200 Meter Freistil und mit der 4-mal-100-Meter-Freistilstaffel der USA trat sie in der Lagenstaffel nur im Vorlauf aber nicht mehr im Finale an. Trotzdem bekam auch sie während der Siegerehrung eine Goldmedaille verliehen.
Auf den kurzen Freistildistanzen gaben die chinesischen Schwimmerinnen den Ton an. Über 50 Meter verbesserte Yang Wenyi ihren eigenen Weltrekord auf 24,79 s vor ihrer Mannschaftskollegin Zhuang Yong, die über 100 Meter Olympiasiegerin wurde. Auch über 100 Meter Schmetterling und 200 Meter Lagen kamen die Erstplatzierten aus dem Reich der Mitte, wobei Lin Li auf der Lagenstrecke einen elf Jahre alten Weltrekord verbesserte.
Die Schwimmerinnen aus den USA konnten immerhin beide Staffeln in Weltrekordzeit und drei Einzelstrecken für sich entscheiden, wobei Summer Sanders einen kompletten Medaillensatz mit Gold über 200 Meter Schmetterling, Silber über 200 Meter Lagen und Bronze über 400 Meter Lagen gewann. Dagmar Hase aus Magdeburg war mit einem Olympiasieg über 400 Meter Freistil, sowie zwei Silbermedaillen über 200 Meter Rücken und mit der 4-mal-100-Meter-Lagenstaffel die erfolgreichste deutsche Teilnehmerin.
Auf viermal Edelmetall brachte es der Russe Alexander Popow. Über 50 Meter Freistil verbesserte er den olympischen Rekord, den Matt Biondi in Seoul 1988 aufgestellt hatte. Biondi verlor nicht nur seinen Rekord, er musste sich auch mit Silber begnügen. Ebenfalls Gold gewann Popow über 100 Meter Freistil und jeweils Silber in der 4-mal-100-Meter-Staffel, sowie in der Lagenstaffel.
Noch erfolgreicher war sein Landsmann Jewgeni Sadowy, der die 200 Meter Freistil mit olympischem Rekord gewann und auf der 400-Meter-Freistilstrecke den Weltrekord des Silbermedaillengewinners Kieren Perkins aus Australien verbesserte. Zudem gehörte der kahlgeschorene Sadowyi zur 4-mal-200-Meter-Freistilstaffel des Vereinten Teams, das in Weltrekordzeit die Vertretungen aus Schweden und den USA auf die Plätze verwies. Weitere Weltrekorde stellten der Amerikaner Michael Barrowman über 200 Meter Brust und Kieren Perkins über 1500 Meter Freistil auf.
Der König der Lagen war der Ungar Tamás Darnyi, der über 200 und 400 Meter Lagen Gold gewann und auf der längeren Strecke seinen eigenen olympischen Rekord von Seoul verbesserte. Ebenfalls neuer olympischer Rekordhalter wurde der Spanier Martín López-Zubero, der für das Gastgeberland den Olympiasieg über 200 Meter Rücken errang, wie auch Mark Tewksbury aus Kanada, der über 100 Meter Rücken eine neue Bestmarke bei Olympischen Spielen setzte. Allerdings konnte er sich über diesen Rekord nur einen Tag lang freuen, da der Amerikaner Jeff Rouse als Startschwimmer der siegreichen Lagenstaffel sogar den Weltrekord unterbot und sich damit für die Niederlage im Einzelrennen revanchierte.

#### Synchronschwimmen
Seit das Synchronschwimmen 1984 in Los Angeles olympisch wurde, gingen die Goldmedaillen immer an nordamerikanische Teilnehmerinnen. So auch in Barcelona, wo Kristen Babb-Sprague aus den USA Olympiasiegerin vor der Kanadierin Sylvie Fréchette wurde. Bei der Kampfrichterwertung des Pflichtprogramms von Fréchette kam es zu einem Skandal. Eine brasilianische Kampfrichterin bewertete eine Figur um 0,4 Punkte zu niedrig, bemerkte ihren Irrtum aber und meldete sich per Handzeichen. Dies wurde aber von den anderen Kampfrichtern ignoriert oder übersehen. Fréchette lag am Ende des Wettkampfes mit 0,251 Punkten hinter Babb-Sprague, ein Protest der kanadischen Mannschaft wurde abgewiesen. Auf Intervention von IOC-Exekutivmitglied Richard Pound aus Kanada, wurde Sylvie Fréchette nachträglich ebenfalls eine Goldmedaille verliehen, das Punktergebnis blieb jedoch bestehen. Im Duell der Zwillinge siegten im Duettwettbewerb die Schwestern Karen und Sarah Josephson aus den USA vor den Kanadierinnen Penny und Victoria Vilagos.

#### Wasserball
Die Gastgeber aus Spanien machten sich beim olympischen Wasserballturnier nach dem Ausschluss von Weltmeister und Titelverteidiger Jugoslawien realistische Hoffnungen auf den Gewinn der Goldmedaille. Die Vizeweltmeister gaben in der Vorrunde nur einen Punkt beim 9:9-Unentschieden gegen Italien ab und zogen nach einem 6:4 über die USA ins Finale ein. Dort trafen sie erneut auf die Italiener, die das in der Vorrunde verlustpunktfreie Vereinte Team knapp mit 9:8 bezwangen. Das äußerst dramatische Endspiel wurde erst nach dreimaliger Verlängerung entschieden, als Ferdinando Gandolfi kurz vor Schluss den Siegtreffer für die Italiener erzielte.

#### Wasserspringen
In den vier Wettbewerben im Wasserspringen dominierten die Springer aus dem Reich der Mitte. Die Chinesen gewannen beide Titel bei den Frauen und Gold im Turmspringen durch Sun Shuwei. Nur der Amerikaner Mark Lenzi konnte durch seinen Olympiasieg am Drei-Meter-Brett den chinesischen Erfolg in allen Disziplinen verhindern.

### Segeln
Bei den Segelwettbewerben vor Barcelona gewannen die Gastgeber von den zehn Klassen viermal Gold, darunter beide 470er-Wettbewerbe, sowie eine Silbermedaille. Unter den spanischen Olympiasiegern war auch der Sprecher des olympischen Eides, Luis Doreste Blanco, der die Goldmedaille im Flying Dutchman gewann. Teilnehmer im Soling war der Kronprinz und Fahnenträger des spanischen Teams, Felipe von Spanien, der mit seinem Boot auf den sechsten Rang kam. Zum ersten Mal wurden drei Segelklassen alleine für Frauen ausgeschrieben, auch im Windsurfen feierten die Damen ihre olympische Premiere. Es gewann hier die Neuseeländerin Barbara Kendall.

### Tennis
Im olympischen Tennisturnier siegte Marc Rosset im Endspiel gegen den Lokalmatador Jordi Arrese aus Barcelona mit 3:2 und gewann damit die einzige Medaille für die Mannschaft der Schweiz. Im Doppel siegten die beiden deutschen Wimbledonsieger Boris Becker und Michael Stich, denen untereinander ein eher schwieriges Verhältnis nachgesagt wurde, im Endspiel gegen das südafrikanische Duo Wayne Ferreira und Piet Norval mit 3:1.
Bei den Damen konnte die Olympiasiegerin von Seoul, Steffi Graf, ihren Titelgewinn nicht wiederholen und unterlag im Finale der Amerikanerin Jennifer Capriati mit 1:2. In der Konkurrenz waren einige Favoritinnen nicht am Start, da sie aus unterschiedlichen Gründen nicht am Federation Cup teilnahmen, der eine Voraussetzung für die Qualifikation war.

### Tischtennis
Von den vier ausgetragenen Wettbewerben im Tischtennis gewannen die hohen Favoriten aus China drei Goldmedaillen, in den Frauenwettbewerben gelangen zwei Doppelsiege, wobei Deng Yaping jeweils zwei Goldmedaillen erreichte. Lediglich in der Einzelkonkurrenz der Männer mussten sie sich mit Bronze zufriedengeben. Unter den Augen seines Königspaares siegte der Schwede Jan-Ove Waldner im Endspiel gegen Jean-Philippe Gatien aus Frankreich mit 3:0 Sätzen. Waldner war der überlegene Spieler des Turniers, er verlor nur einen einzigen Satz gegen Jörg Roßkopf, der zusammen mit Steffen Fetzner im Doppel Silber für die deutsche Mannschaft hinter den Chinesen Lü Lin und Wang Tao gewann. Austragungsort war die Sportanlage Poliesportiu Estació del Nord.

### Turnen
Der überragende Turner und auch erfolgreichste Sportler der Olympischen Spiele von Barcelona war der für das Vereinte Team startende Belarusse Wital Schtscherba. Er holte jeweils Gold in den Einzelgerätefinals am Barren, am Pferdsprung, an den Ringen und gemeinsam mit dem Nordkoreaner Pae Gil-su am Seitpferd. Mit den Siegen im Einzelmehrkampf und im Mannschaftswettbewerb kamen zwei weitere Goldmedaillen hinzu.
Bei den Damen teilten sich zwei Sportlerinnen den Titel der erfolgreichsten Turnerin. Die Rumänin Lavinia Miloșovici gewann Gold am Pferdsprung und am Boden, sowie Silber im Mannschaftswettbewerb und Bronze im Einzelmehrkampf. Tetjana Huzu aus der Ukraine siegte im Einzelmehrkampf und mit dem Vereinten Team in der Mannschaft und gewann ebenfalls noch Silber und Bronze in den Einzelgerätefinals. In der Riege der Olympiasiegerinnen stand auch die Usbekin Oksana Chusovitina, die 16 Jahre später in Peking im Alter von 33 Jahren Silber am Sprung holen sollte.

#### Rhythmische Sportgymnastik
Im einzigen Wettbewerb der Rhythmischen Sportgymnastik gab es etwas Verwirrung um den Austragungsmodus. Nach dem Vorkampf kamen zwar 17 Athletinnen ins Finale, doch nur die ersten acht wurden für die Medaillen gewertet, die anderen kämpften nur noch um die Platzierungen. Auch das unfaire Publikum, das ihrer spanischen Landsfrau Carolina Pascual zum Sieg verhelfen wollte und fragwürdige Kampfrichterentscheidungen sorgten für Unmut unter den Teilnehmerinnen. Gold gewann die Ukrainerin Oleksandra Tymoschenko vor der Spanierin und ihrer Teamkollegin Oksana Skaldina.

### Volleyball
Für das olympische Volleyballturnier hatten sich bei den Männern zwölf Mannschaften qualifiziert, die in zwei Vorrundengruppen gegeneinander antreten mussten. Nach einer Vorrunde ohne Niederlage kristallisierte sich die Mannschaft aus Brasilien als klarer Favorit heraus. Bis zum Finale, das mit 3:0 gegen die Niederlande gewonnen wurde, musste das Team nur drei Sätze verloren geben. Die Spieler der USA, die Bronze gewannen, hatten sich nach dem Vorrundenspiel gegen Japan geschlossen eine Glatze scheren lassen, da ihnen nach einem Protest der Sieg am grünen Tisch aberkannt wurde. Im Wettbewerb der Frauen siegten die Kubanerinnen im Finale mit 3:1 über das Vereinte Team.

## Demonstrationssportarten
Das IOC legte 1989 fest, dass es nach den Spielen von Barcelona keine Demonstrationssportarten mehr geben sollte. Für die kommenden Spiele wurden die im iberischen Raum populären Sportarten Pelota und Rollhockey, sowie Taekwondo ausgewählt. Bei den Spielen von Sydney 2000 wurde die koreanische Kampfsportart als vollwertige Disziplin in das olympische Programm aufgenommen.

## Erfolgreichste Sportler
Erfolgreichster Teilnehmer der Olympischen Sommerspiele von Barcelona war Wital Schtscherba. Mit sechs Goldmedaillen blieb der Belarusse nur bei einem seiner Starts ohne Sieg und dominierte die olympischen Turnwettbewerbe der Herren in bisher nie dagewesener Art und Weise. In der olympischen Kernsportart Schwimmen war die Ungarin Krisztina Egerszegi mit drei Goldmedaillen die erfolgreichste Teilnehmerin. Das Gleiche gilt für die US-Amerikanerin Nicole Haislett, die zwei ihrer drei Siege mit der Staffel erreichte. Bei den Herren dominierten die beiden Russen Alexander Popow und Jewgeni Sadowy auf den kurzen und mittleren Freistildistanzen mit jeweils zwei Olympiasiegen. Zudem gewann Sadowny mit seiner Mannschaft des Vereinten Teams eine weitere Goldmedaille im Staffelwettbewerb, Popow holte als Staffelschwimmer zwei Silbermedaillen. Erfolgreichster Teilnehmer der Leichtathletikwettbewerbe war die US-Amerikanerin Gwen Torrence mit zwei Gold- und einer Silbermedaille.
| Athlet              | Mannschaft         | Sport          | Gold | Silber | Bronze | Gesamt |
| Wital Schtscherba   | Vereintes Team     | Turnen         | 6    | 0      | 0      | 6      |
| Krisztina Egerszegi | Ungarn             | Schwimmen      | 3    | 0      | 0      | 3      |
| Jewgeni Sadowyi     | Vereintes Team     | Schwimmen      | 3    | 0      | 0      | 3      |
| Nicole Haislett     | Vereinigte Staaten | Schwimmen      | 3    | 0      | 0      | 3      |
| Alexander Popow     | Vereintes Team     | Schwimmen      | 2    | 2      | 0      | 4      |
| Tetjana Huzu        | Vereintes Team     | Turnen         | 2    | 1      | 1      | 4      |
| Lavinia Miloșovici  | Rumänien           | Turnen         | 2    | 1      | 1      | 4      |
| Summer Sanders      | Vereinigte Staaten | Schwimmen      | 2    | 1      | 1      | 4      |
| Gwen Torrence       | Vereinigte Staaten | Leichtathletik | 2    | 1      | 0      | 3      |
| Matt Biondi         | Vereinigte Staaten | Schwimmen      | 2    | 1      | 0      | 3      |
| Jenny Thompson      | Vereinigte Staaten | Schwimmen      | 2    | 1      | 0      | 3      |
| Jon Olsen           | Vereinigte Staaten | Schwimmen      | 2    | 0      | 1      | 3      |

Nicole Haislett und Summer Sanders erhielten je eine ihrer Goldmedaillen für einen Einsatz im Vorlauf der 4-mal-100-Meter-Lagenstaffel der Damen im Team der USA, obwohl sie nicht im Finale geschwommen sind. Es kam hier eine seit 1984 geltende Regel zum Tragen, nach der auch Vorlaufeinsätze in Staffeln oder Mannschaften mit Medaillen belohnt werden.

## Doping

### Dopingfälle
Bei den Spielen von Barcelona wurden 1848 Dopingkontrollen durchgeführt, ca. 300 Tests mehr als bei den Sommerspielen von Seoul 1988. Es wurden alle Medaillengewinner und der Viertplatzierte eines jeden Wettbewerbs, sowie weitere ausgeloste Sportler zum Urintest gebeten. Bei den fünf positiv getesteten Sportlern handelte es sich um den US-Hammerwerfer Jud Logan und seine Landsfrau, die Kugelstoßerin Bonnie Dasse, denen die Einnahme des Asthmamittels Clenbuterol nachgewiesen wurde, sowie um die für das Vereinte Team startende Marathonläuferin Madina Biktagirowa, die litauische Weitspringerin Nijolė Medvedeva und die chinesische Volleyballspielerin Wu Dan, die Strychnin eingenommen hatte. Die Erfolge der Langstreckenläufer aus anderen als den Staaten des Ostafrikanischen Hochlandes stehen im Zusammenhang mit der Verwendung von Erythropoetin. Dies war 1992 zwar bereits nachweisbar, man konnte jedoch erst ab dem Jahre 2000 zwischen körpereigenem und körperfremden EPO unterscheiden. Da das Nachweisverfahren jedoch nur innerhalb der ersten vier Tage nach Verabreichung wirksam waren, die signifikante leistungssteigernde Wirkung zwar kontinuierlich abnimmt, jedoch bis zu 17 Tagen anhält, waren selbst die Olympischen Spiele 2000 noch EPO-Spiele.

### Spanisches Doping in Barcelona
2024 erhielt die ARD-Dopingredaktion Videomaterial von einem internationalen Team investigativer Journalisten, das den spanischen Arzt Eufemiano Fuentes mittels versteckter Kamera interviewte. Dieser war der verantwortliche Arzt des spanischen Olympiateams bei den Olympischen Spielen 1992 in Barcelona im nationalen Trainingszentrum „Residencia Blume“ in Madrid und berichtete von systematischem Doping spanischer Sportler in Vorbereitung auf die Olympischen Spiele 1992. Der Auftrag sei bereits Jahre vorher direkt von der spanischen Regierung gekommen, Bedingungen seien „Medaillen, keine positiven Tests und keine gesundheitlichen Probleme“ gewesen und er habe „vier Jahre lang im Schatten“ gearbeitet, um nicht mit den Erfolgen bei Olympia 1992 in Verbindung gebracht werden zu können. Methode der Wahl sei Blutdoping gewesen. Darüber hinaus seien bei Leichtathleten wie dem spanischen 400-Meter-Läufer Cayetano Cornet aber auch andere Dopingsubstanzen wie „Hormone, Wachstumshormon, Testosteron, Anabolika“ angewandt worden. Dies ist insofern brisant, da Cornet seit den Olympischen Spielen 2006 der Chef de Mission (Delegationsleiter) des spanischen Olympiateams ist.
Spanien gewann 1992 in Barcelona insgesamt 22 Medaillen, darunter 13 Goldmedaillen, und erreichte damit die beste Medaillenausbeute jemals. Vier Jahre zuvor waren es bei den Olympischen Spielen 1988 in Seoul nur vier Medaillen, darunter eine Goldmedaille, gewesen.

## Berichterstattung

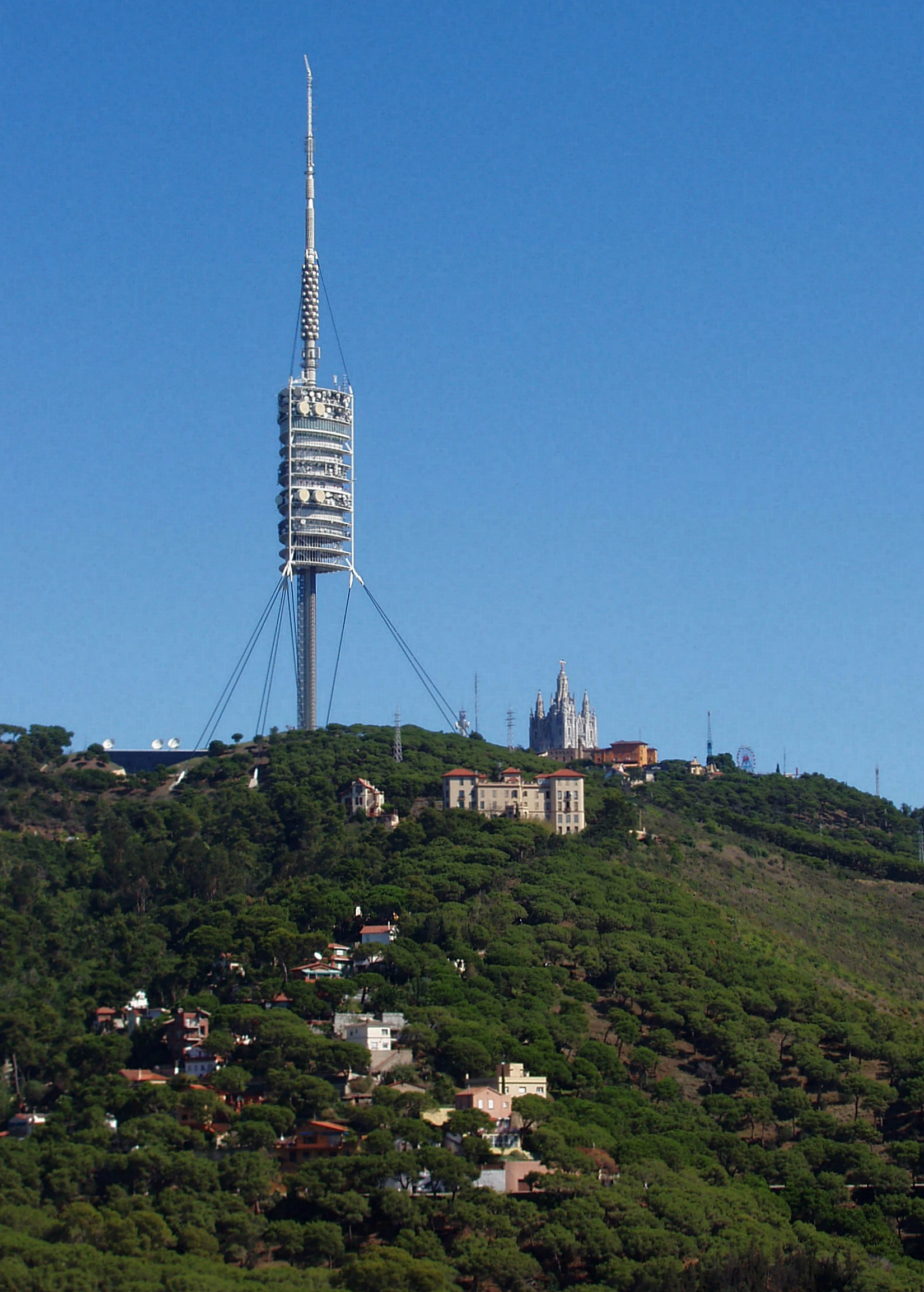
Der Torre de Collserola im Nordwesten von Barcelona

Die zur Sicherstellung der Berichterstattung von den Spielen benötigte Telekommunikationsinfrastruktur wurde in erster Linie von der Telefongesellschaft Telefónica aufgebaut, für die sie ca. 326 Milliarden Peseten investierte. Neben dem Torre Telefónica auf dem Montjuïc und dem von Architekt Sir Norman Foster entworfenen Torre de Collserola auf einem Berg im Nordwesten von Barcelona, entstanden 40 km entfernt zwei Satellitenkommunikationsstationen mit großen Parabolantennen.
Insgesamt berichteten 12.831 akkreditierte Medienvertreter von den Spielen, davon 7.951 von Radio- und Fernsehanstalten. Das International Broadcast Centre (IBC) mit dem Hauptpressezentrum (MPC) befand sich dabei auf dem Montjuïc. Ràdio-televisió Olímpica ’92 (RTO ’92), die Fernsehorganisation des Organisationskomitees, produzierte insgesamt 2800 Stunden Livebilder von den Spielen. Zu diesem Zweck wurden im Olympiastadion und im Palau Sant Jordi feste Sendestationen eingerichtet. An allen anderen Wettkampfstätten standen mobile Übertragungswagen samt Technikern zur Verfügung, die von der spanischen Fernsehgesellschaft TVE und von Sendern mehrerer europäischer Länder ausgeliehen wurden. Außerdem wurden während der Übertragungen die ersten Versuche mit HDTV-Kameras und dem HDTV-Standard gemacht. Die verwendeten Kameras hießen Philips BTS HDTV und hatten eine Auflösung von 1250 Zeilen. Es standen über 40 Kameras und ein Dutzend Reportagewagen für den Pilotversuch zur Verfügung. Dem europäischen Konsortium Vision 1250, das dieses Projekt leitete, stand ein Budget von etwa 16 Millionen Euro zur Verfügung.
Das Organisationskomitee gab zwischen dem 20. Juli und dem 12. August 1992 eine offizielle Olympiazeitung mit einer täglichen Auflage von 50.000 Exemplaren heraus. Es gab zwei verschiedene Ausgaben, die eine in katalanischer und englischer Sprache, die andere auf Spanisch und Französisch. Sie wurde kostenlos an alle Personen mit Akkreditierung verteilt.

## Die Spiele in der Bevölkerung
Das COOB’92 hatte sich schon vor dem Fackellauf gewisse Sorgen gemacht, ob die Spiele auch außerhalb von Katalonien in der Bevölkerung gut angenommen werden. Diese Bedenken wurden schon mit der Ankunft der olympischen Flamme in Saragossa, der ersten Station außerhalb von Katalonien zerstreut. Eine große Menschenmenge bereitete der Fackel einen begeisterten Empfang. Dies sollte sich auch in den anderen Etappenstädten in allen spanischen Provinzen und auch in Madrid fortsetzen.
Ebenso konnten sich während der Spiele auch die Katalanen mit den spanischen Sportlern identifizieren und sie als Teil „ihres“ Teams ansehen. Besonders deutlich wurde dies während des Endspiels im Fußball. Beobachter konnten sich nicht erinnern, wann es jemals zuvor „España“-Rufe im Camp-Nou-Stadion gegeben hat.
Insgesamt waren die Spiele geprägt von herzlicher Gastfreundschaft und guter Stimmung. Die Zuschauer waren bis auf sehr wenige Ausnahmen fair und feuerten auch ausländische Athleten an oder spendeten ihnen Beifall für ihre Leistungen. Viele Einwohner von Barcelona trugen selbst zum olympischen Flair in der Stadt bei, indem sie ihre Häuser und Wohnungen mit katalanischen, spanischen oder anderer Länder Flaggen schmückten.

## Nachwirkungen
Kaum eine andere olympische Gastgeberstadt hat so sehr von der Ausrichtung der Spiele profitiert wie Barcelona. Vor allem die Umstrukturierung des Stadtteils am Meer von einem mit Industriebetrieben und Lagerhallen zugebauten Gebiet zu einer attraktiven Wohngegend mit dem beliebten Stadtstrand hat auch dem Tourismus großen Auftrieb gegeben. Durch die Spiele erweiterten sich die Hotelkapazitäten in der Stadt, sodass die Erhöhung der Besucherzahlen auch auf diesem Sektor gut aufgefangen werden konnte. Weitere Verbesserungen gab es bei der Verkehrsinfrastruktur. Kurz vor den Spielen eröffnete die Stadtverwaltung von Barcelona eine neue Ringstraße, die für eine wesentliche Verbesserung der Verkehrssituation und eine einfachere Verbindung mit den Vororten sorgte. Auch der Ausbau des Flughafens El Prat trug dem florierenden Tourismus Rechnung.
Nach den Spielen wurden viele der Sportstätten auch weiterhin reichlich genutzt. Im Olympiastadion auf dem Montjuïc trug der zweite Fußballclub der Stadt, Espanyol Barcelona, von 1997 bis 2009 seine Heimspiele aus. Der Palau Sant Jordi wird seit den Spielen für Konzerte international bekannter Künstler und Musikgruppen verwendet. Die Ruderregattastrecke in Banyoles wurde ein beliebtes Trainingszentrum auch für ausländische Sportler. 2004 fanden auch die Weltmeisterschaften im Rudern hier statt. Die Schießanlage in Mollet del Vallès wird seit den Spielen von der katalanischen Polizei und für das Training spanischer und ausländischer Spitzenschützen verwendet. Seit den Spielen wurden schon mehrere Weltcupveranstaltungen abgehalten.